# Empire d'Akkad
Vous lisez un « article de qualité » labellisé en 2013.
Pour les articles homonymes, voir Akkad.
Sauf précision contraire, les dates de cet article sont sous-entendues « avant l'ère commune », c'est-à-dire « avant Jésus-Christ ».
Chronologie moyenne : 2334 – 2154 av. J.-C. 
Chronologie courte : 2270 – 2083 av. J.-C.
Entités précédentes :
- Période des dynasties archaïques

Entités suivantes :
- Gutis
- Shakkanakku (Mari)

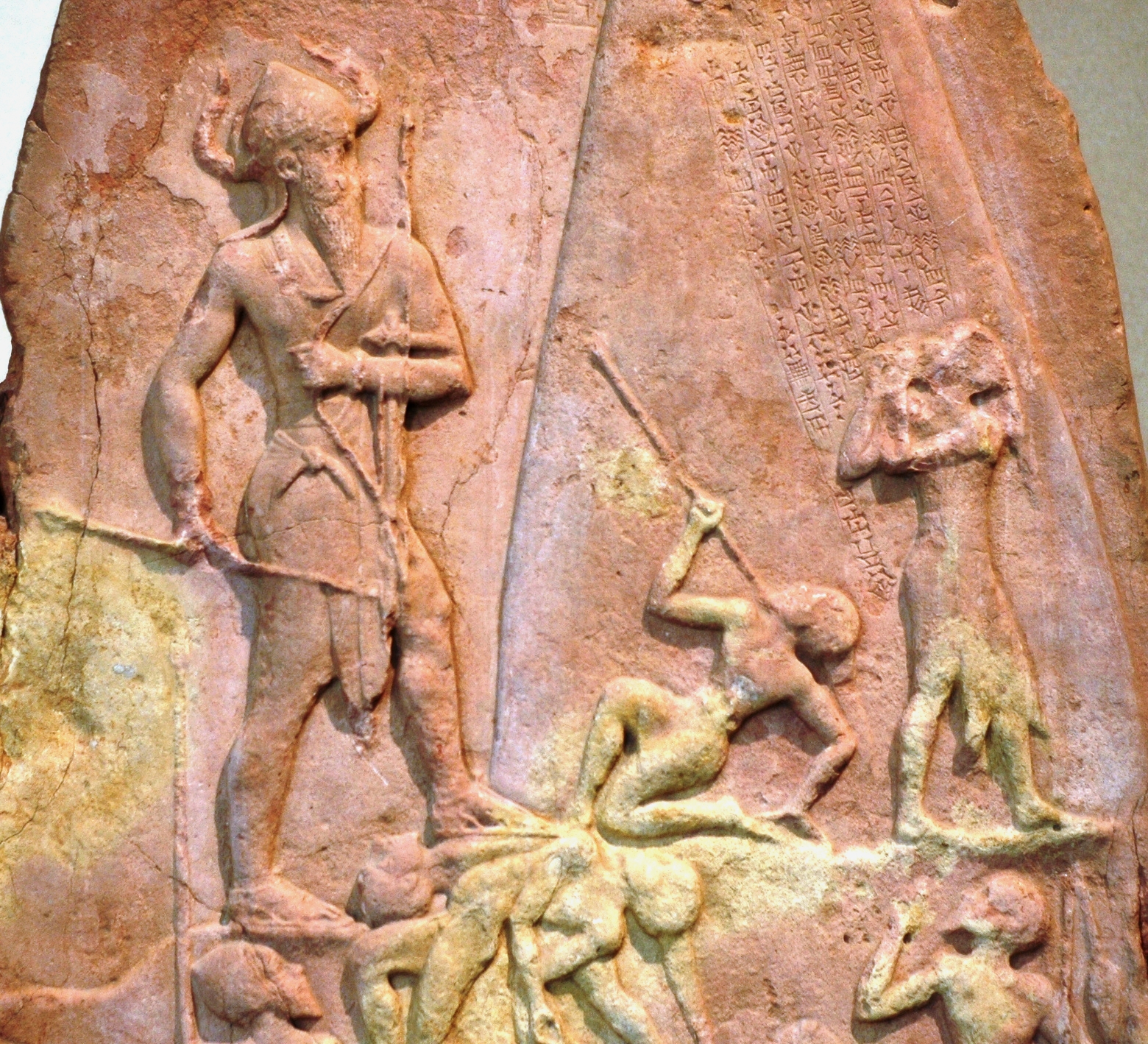
Détail de la stèle de victoire du roi Naram-Sin, musée du Louvre : Naram-Sin d'Akkad domine la scène et porte une tiare à cornes, attribut divin.

L’empire d'Akkad (ou empire d’Agadé, ou encore Empire akkadien) est un État fondé par Sargon d'Akkad qui domina la Mésopotamie de la fin du XXIVe au début du XXIIe siècle av. J.-C. selon la chronologie la plus couramment retenue, même s'il est possible qu'il se soit épanoui environ un siècle plus tard, les datations étant incertaines pour une période aussi lointaine.
Prenant le pouvoir à Kish, Sargon parvient rapidement à dominer le Sud mésopotamien, qu'il dirige depuis sa capitale, Akkad, avec l'appui d'une élite qui est majoritairement de langue akkadienne, sémitique, par opposition au sumérien de la majorité des gens des provinces les plus méridionales. Il parvient à s'étendre en direction du plateau iranien dans la région de Suse, à dominer la Haute Mésopotamie, puis à lancer des expéditions en Syrie (Ebla). Ses successeurs Rimush et Manishtusu préservent son héritage malgré des révoltes, et après eux Naram-Sîn, fort de sa puissance, se confère un statut divin et prétend à la domination universelle, ce qui en fait une figure impériale. Mais il fait également face à des soulèvements, et après sa mort l’empire d'Akkad se désagrège rapidement.
Bien qu'il soit difficile de démêler la réalité de la légende dans ces récits, d'autant plus que la documentation écrite datant de cette époque est essentiellement de nature administrative (tablettes de gestion et de comptabilité), la période de l'Empire akkadien semble avoir marqué un profond changement dans le domaine politique, perceptible tant dans l'organisation du pouvoir et son idéologie que dans l'art officiel.
Cet État a profondément marqué l'histoire de la Mésopotamie. Le souvenir de ses rois les plus prestigieux, Sargon et Naram-Sin, a duré de nombreux siècles et donné lieu à différentes légendes, plus qu'aucune autre dynastie mésopotamienne. Les évolutions sociales et économiques en Basse Mésopotamie sont en revanche moins marquées, tout comme dans la plupart des aspects de la culture matérielle, ce qui explique pourquoi il est en général impossible d'identifier des niveaux archéologiques de la période d'Akkad dans cette région.

## Sources

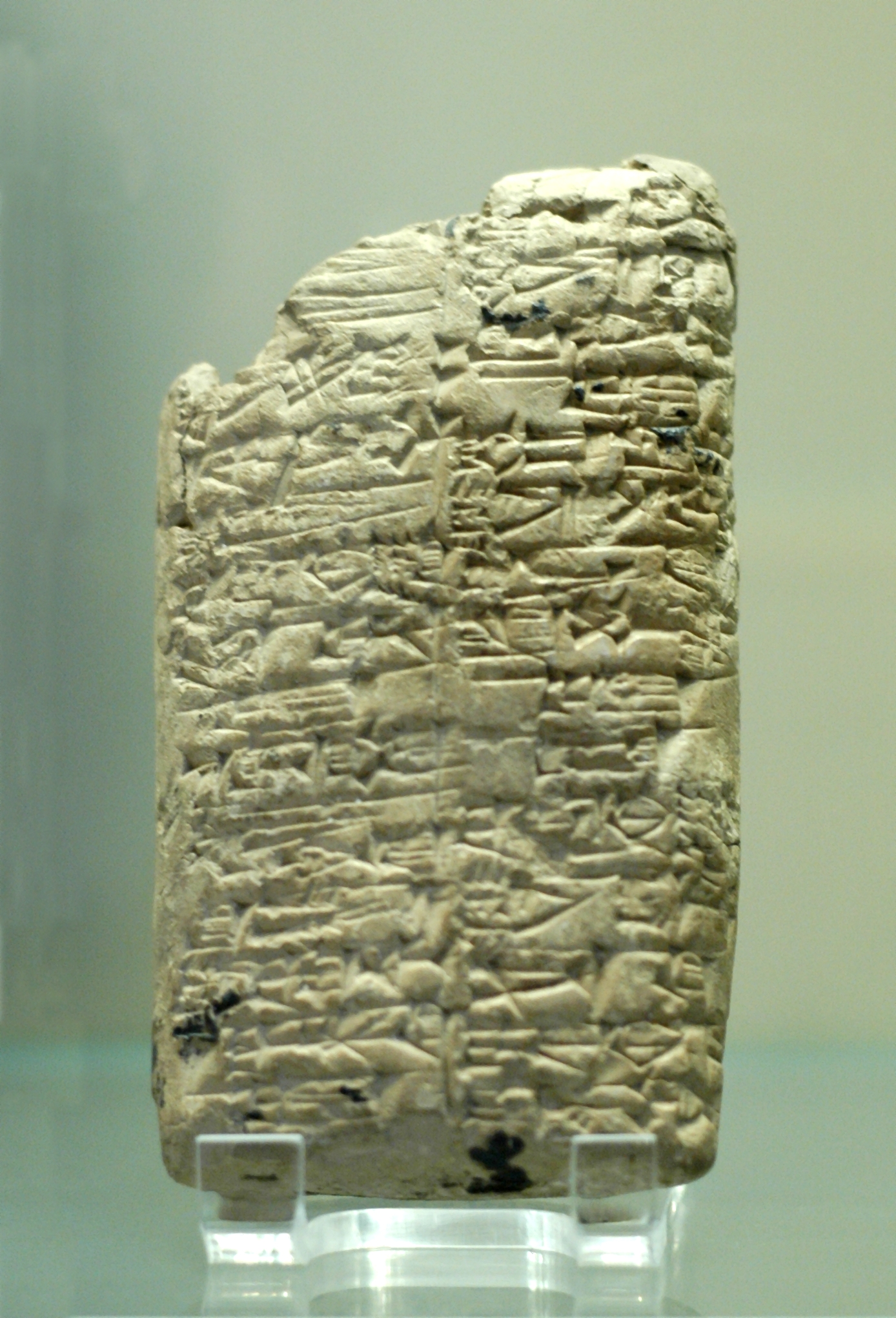
Liste des victoires de Rimush, roi d'Akkad, sur des souverains du plateau Iranien, copie sur tablette d'argile d'une inscription monumentale, c. 2270.

Les sources textuelles sont importantes pour la reconstitution de l'histoire de l'empire d'Akkad. Plus de 8 000 tablettes cunéiformes sont conservées de cette époque. Elles sont surtout datées des règnes de Naram-Sîn et de Shar-kali-sharri,. Elles proviennent de plusieurs sites situés dans différentes parties de l'empire : en Basse Mésopotamie (Girsu, Umma, Nippur, Adab), dans la vallée de la Diyala (Eshnunna, Khafadje) et dans les régions adjacentes (Suse en Élam, Gasur en Haute Mésopotamie, Tell Brak en Syrie). Cela constitue un changement par rapport à la période des dynasties archaïques, documentée par un nombre limité de sites. En revanche, la nature des textes ne change pas vraiment : il s'agit essentiellement de tablettes administratives, rédigées en akkadien ancien ou en sumérien, qui documentent essentiellement la gestion de domaines agricoles appartenant à des institutions (palais ou temples), ou parfois à des particuliers. Elles présentent des activités de contrôle des ressources de ces patrimoines, enregistrant des mouvements de biens stockés et redistribués, des concessions de terres, des bilans annuels de certaines exploitations ou d'ateliers. Quelques centaines de lettres, documents juridiques et textes scolaires complètent cette documentation. La connaissance actuelle de la dynastie d'Akkad reste néanmoins fortement limitée par le fait que l'on ignore toujours où se trouvait sa capitale, la ville d'Akkad/Agadé.
L'activité des rois d'Akkad est également connue par diverses inscriptions commémoratives qu'ils ont fait rédiger. Certaines ont été retrouvées sur des monuments datant de leurs règnes, mais la plupart nous sont connues parce qu'elles ont été recopiées plus tard, du fait du prestige de ces personnages, notamment au début du IIe millénaire, et c'est donc indirectement qu'elles nous sont parvenues. Certaines tablettes compilent plusieurs inscriptions des rois d'Akkad,.
Parmi les textes commémorant les accomplissements du roi figurent aussi les noms d'années : suivant un usage qui se répand à cette période servant à différencier les années, on donne un nom à une année en référence à un événement majeur qui s'est produit l'année précédente. Ils sont utilisés pour dater certains textes administratifs, et c'est ainsi que les historiens les identifient généralement. C'est en principe très utile pour reconstituer la trame de l'histoire événementielle d'un règne, à la condition que l'intégralité des noms d'années d'un roi soient connus, et qu'il soit possible de les mettre dans l'ordre. Or pour les rois d'Akkad la liste est très incomplète, et on ne sait pas dans quel ordre les disposer.
Les rois d'Akkad ont également été les personnages principaux de légendes après la chute de leur royaume, dès les temps de leurs successeurs de la troisième dynastie d'Ur (XXIe siècle) et jusqu'à la fin de la civilisation mésopotamienne. Ils sont évoqués dans des textes pseudo-historiques comme des présages, ou des chroniques (notamment la Liste royale sumérienne), et un cycle de textes légendaires ayant pour protagonistes Sargon et Naram-Sin. Il reste cependant à démêler le vrai du faux dans ces traditions bien souvent fantasmées. Les historiens ont longtemps eu l'habitude de supposer que ces textes reposent sur un noyau renvoyant à des événements ayant effectivement eu lieu à l'époque d'Akkad, autour desquels leurs rédacteurs ont brodé des récits fictionnels, mais la tendance est à les utiliser de moins en moins pour reconstituer l'histoire des règnes de Sargon et de Naram-Sin. Si une partie d'entre-eux font référence à des événements connus par les inscriptions des rois d'Akkad, beaucoup ont été rédigés sans connaissance des faits historiques de cette époque. Ils en disent bien plus sur l'époque de leur rédaction que sur l'époque dont elles parlent. Les postures des historiens sont donc diverses : certains ne les mobilisent pas pour écrire une histoire de l'empire d'Akkad, d'autres les utilisent encore, mais de façon prudente,,.
La période de l'empire d'Akkad est également documentée par diverses sources non textuelles. Il s'agit d'abord d'œuvres d'art, elles aussi provenant de plusieurs sites, notamment Suse où un certain nombre d'entre elles avaient été apportées en butin par des souverains élamites de la seconde moitié du IIe millénaire après des campagnes militaires dans le royaume de Babylone. Ce sont des monuments sculptés (statues et stèles) à la gloire des rois d'Akkad, généralement connus en état fragmentaire, représentant avant tout leurs conquêtes militaires, et comportant des inscriptions. L'autre source iconographique importante pour cette période sont les sceaux-cylindres, connus de manière directe par la trouvaille de l'objet originel, ou indirecte par la présence de son impression sur une tablette ou bulle d'argile. Ils fournissent un corpus d'images abondant (environ 2 000 objets et impressions), et une partie d'entre eux disposent d'inscriptions identifiant leur propriétaire.
Il est en revanche difficile d'identifier les niveaux archéologiques de la période d'Akkad sur les sites de Basse Mésopotamie, en l'absence d'une culture matérielle et d'une architecture qui distinguent bien celle-ci de la précédente, le dynastique archaïque III. La question de l'existence d'une céramique caractéristique de la période de l'empire d'Akkad reste débattue. Du reste, on constate que les évolutions artistiques se produisent progressivement durant la période de l'empire d'Akkad et que la vraie rupture se fait sous Manishtusu et Naram-Sin. Les seules constructions attribuables avec certitude à cette époque, grâce à des trouvailles épigraphiques permettant de les dater, ont été identifiées sur des sites de Haute Mésopotamie, réaménagés après leur conquête (Tell Asmar, Tell Brak, Tell Leilan, Tell Beydar) .

## Histoire

### La création du royaume
L'empire d'Akkad est avant tout l'œuvre d'un homme, passé à la postérité comme un des plus grands rois de l'histoire de la Mésopotamie : Sargon (« Roi légitime/juste/loyal », ou « le Roi est légitime/juste/loyal »). De nombreuses choses ont été écrites à son propos par différents textes de la tradition mésopotamienne postérieure, à tel point qu'il est souvent difficile de distinguer la réalité de la légende. Un fait est présent dans plusieurs traditions : Sargon est un usurpateur. En tout cas on ne lui connait pas de père ou de prédécesseur sur le trône d'Akkad, cité jusqu'alors marginale. Il est donc monté sur le trône dans des circonstances qui nous échappent (les datations sont très approximatives ; parmi les propositions : vers 2334, ou plus tard vers 2316, ou encore vers 2285). Il semble avoir bousculé la situation politique de la région, habituellement sous la coupe des rois de Kish, et être parvenu dans la première partie de son règne à y imposer sa domination. Il se retrouve ensuite face au roi le plus puissant du sud mésopotamien, Lugal-zagesi, qui règne depuis Uruk. D'après les copies de ses inscriptions postérieures à son règne, Sargon le bat (vers 2300, peut-être en 2292), plaçant toute la Basse Mésopotamie jusqu'au golfe Persique sous sa coupe. Le vaincu est capturé, forcé à porter un carcan et exhibé lors du triomphe de Sargon à Nippur, la ville sainte du sud mésopotamien. Les autres villes sumériennes sont soumises. Sargon met en place des gouverneurs fidèles à sa cause dans plusieurs des vieilles cités-États de Sumer et d'Akkad, constituant pour la première fois un vaste royaume englobant toute la partie sud de la Mésopotamie, qui a pour centre Akkad, élevée au rang de capitale.

### Les grandes conquêtes

Étendue approximative du royaume d'Akkad à son apogée sous le règne de Naram-Sin, et direction des campagnes militaires extérieures.

Après avoir soumis le Sud de la Mésopotamie, Sargon dirige des expéditions en direction des régions adjacentes du nord-ouest et de l'est. Vers la Haute Mésopotamie, il a probablement vaincu le royaume de Mari, et peut-être celui d'Ebla en Syrie. Mais la chronologie des conquêtes des rois d'Akkad vers l'ouest reste confuse, et on ne sait pas si les destructions attestées sur les sites de la région sont dues aux conquêtes de Sargon, de Naram-Sin, ou bien à des conflits entre royaumes locaux. Une inscription de Sargon dit qu'il s'est rendu jusqu'à Tuttul sur le moyen Euphrate, où il rend hommage au grand dieu Dagan, qui lui aurait alors conféré la domination des terres allant jusqu'à la mer Méditerranée. Un texte hittite plus tardif raconte que Sargon aurait soumis le royaume de Purushanda en Anatolie centrale, mais il est impossible de déterminer si ce récit fait référence à un événement réel ou légendaire. Quoi qu'il en soit, il transparaît de ces sources que Sargon a effectué des campagnes bien plus loin que les rois l'ayant précédé, ce qui a fortement marqué les esprits. Mais à ce stade cela ne s'est manifestement pas traduit par des tentatives de domination durable.
Sargon meurt vers 2279 (ou 2229) et lui succèdent deux de ses fils, Rimush et Manishtusu. Il est habituellement considéré que le premier a régné avant le second, mais il se pourrait que ce soit l'inverse car c'est de cette façon que la plus ancienne version connue de la Liste royale sumérienne présente l'ordre successoral des rois d'Akkad. Quoi qu'il en soit de l'ordre de succession de ces deux souverains, il apparaît qu'ils sont en mesure de préserver l'héritage laissé par leur père. Pour la première fois, les conquêtes d'un grand roi ne sont pas perdues à sa mort.
Rimush (« Son cadeau »), qui aurait régné neuf ans, fait face à une rébellion dès son intronisation. Il tient bon, soumet les rebelles dirigés par Kaku d'Ur qui a rallié à lui plusieurs cités (Adab, Lagash, Zabalam, Kazallu). Il a également mené des campagnes contre des royaumes du plateau Iranien (Élam, Awan, Marhashi). Il meurt peut-être assassiné,.
Durant ses quinze années de règne, Manishtusu (littéralement « Qui est avec lui ? », c'est-à-dire « Qui est son égal ? ») mène également à son tour des campagnes en direction du plateau Iranien (contre Anshan, Sherihum), et aussi du golfe Persique puisqu'il prétend avoir soumis le pays de Magan (Oman). Il est peut-être également assassiné,.
Naram-Sin (« Aimé de Sîn ») monte sur le trône vers 2254 (ou 2202),. C'est lui aussi une grande figure de l'histoire mésopotamienne, mais qui a laissé une image plus négative que son grand-père. À un moment indéterminé de son règne, il doit faire face à une grande rébellion en Basse Mésopotamie, menée par au moins deux personnages : Iphur-Kish à Kish qui rallie des cités voisines (Sippar, Eresh, Kazallu) et Amar-girid d'Uruk accompagné par d'autres cités du Sud (Ur, Lagash, Adab, Shuruppak, etc.). D'après les textes et traditions se rapportant à cette grande révolte, ces insurrections sont sur le point de réussir, mais les armées d'Akkad parviennent à les soumettre après plusieurs batailles. Ce moment semble avoir été un tournant dans le règne de Naram-Sin, et plus largement dans l'histoire de son royaume. Que ce soit motivé par cela ou pas, le roi a mis en place des réformes pour consolider l'État, lui donnant ainsi un aspect « impérial », notamment en centralisant son administration et en se faisant diviniser. Naram-Sin est aussi un grand conquérant. Son règne est marqué par des expéditions en Haute Mésopotamie et en Syrie du Nord, vraisemblablement dans la continuité de son grand-père, même s'il est possible qu'il soit le premier roi d'Akkad à soumettre fermement cette région. C'est en tout cas sous ce règne qu'il est assuré que des implantations administratives et militaires akkadiennes pérennes sont présentes hors de Basse Mésopotamie (Gasur, Nagar, Suse). Comme pour Sargon, des traditions postérieures lui attribuent des victoires sur des rois anatoliens (notamment ceux de Kanesh et du Hatti) dont la réalité reste sujette à caution. Naram-Sin aurait aussi à son tour soumis Magan. 

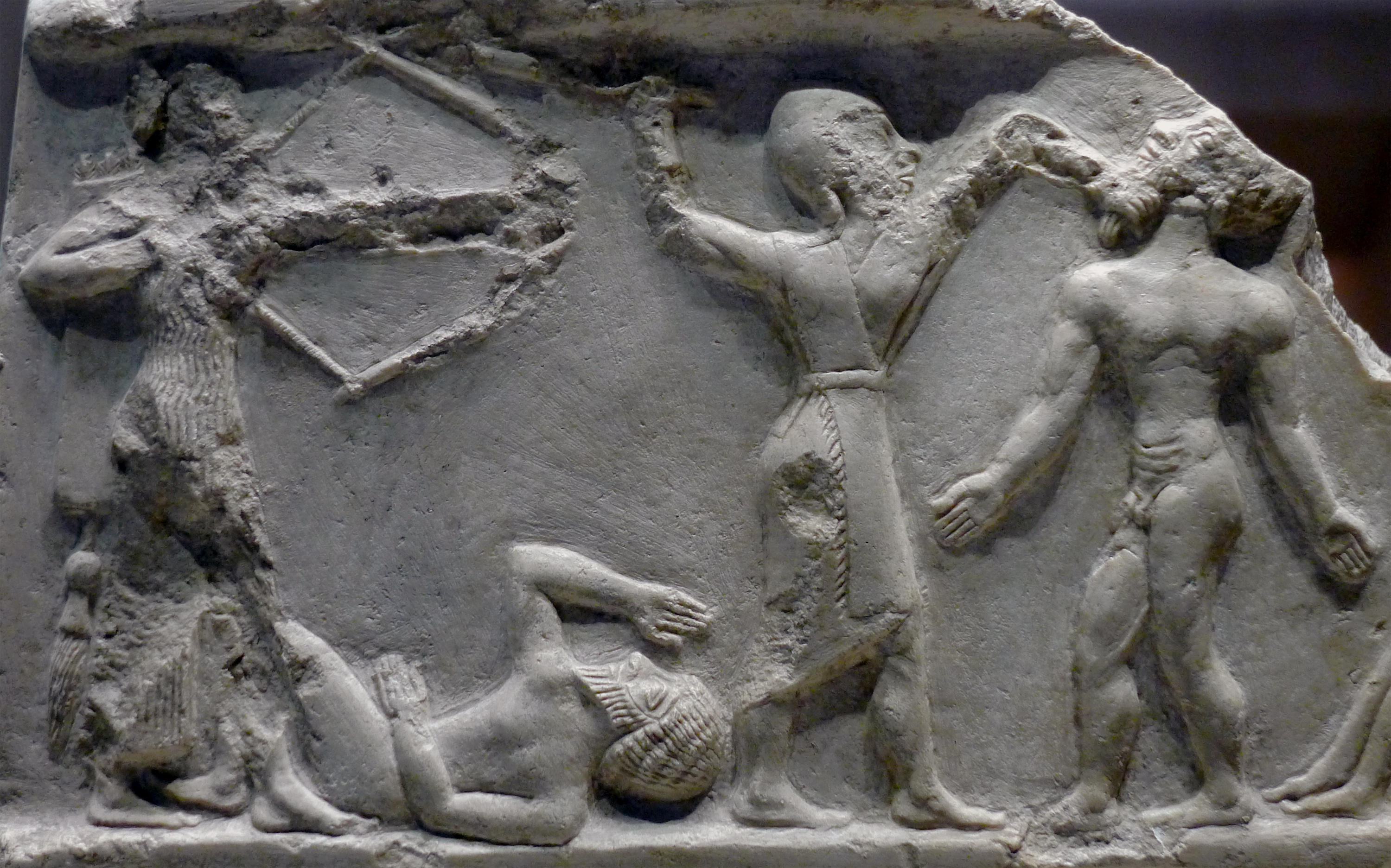
Scène de combat, détail d'une stèle fragmentaire datant probablement du règne de Rimush, musée du Louvre.

Pour réaliser leurs conquêtes, les rois d'Akkad se sont appuyés sur une armée très efficace leur permettant de triompher sur des champs de bataille loin de leur base, ce qui n'était pas possible pour les cités-États qu'ils ont supplantées. Les représentations iconographiques de soldats de cette période, notamment la stèle de victoire de Naram-Sin, semblent indiquer une évolution de l'armement des soldats et des techniques de combat par rapport à ce qui apparaît dans les scènes militaires de la période des dynasties archaïques (étendard d'Ur et stèle des vautours de Girsu). Les chars de combat semblent perdre de l'importance au profit de l'infanterie. Cette dernière est dotée d'un équipement plus léger que précédemment, ce qui facilite sans doute sa mobilité au détriment de sa protection. L'armement de base est constitué de masses d'armes, poignards et de lances comme précédemment, mais aussi de l'arc qui était auparavant absent des scènes militaires. L'analyse des représentations semble indiquer l'usage d'un arc composite, disposant d'une longue portée de tir, permettant la mise en place de nouvelles tactiques de combat à distance. Les soldats d'élite (ceux que les textes désignent comme lú-tukul, « ceux de l'arme », et les nisk/qu dont le rôle n'est pas clair) constituent une armée permanente qui est entretenue grâce à la concession de champs appartenant aux domaines des institutions, comme les autres serviteurs de l'État ; ils sont renforcés par des contingents de conscrits fournis par les différents domaines institutionnels et enregistrés sur des listes, servant sans doute de façon périodique. Les troupes semblent organisées dans des unités de base de vingt hommes dirigées par des « lieutenants » (ugula), regroupées en bataillons de soixante puis en régiments de quelques centaines de soldats (peut-être 600). Le haut commandement est constitué par des « généraux » (sumérien šagin /akkadien šakkanakkum) formant l'entourage proche du roi, puis des « capitaines » (nu-banda3/lapputāu).

### La chute d'Akkad

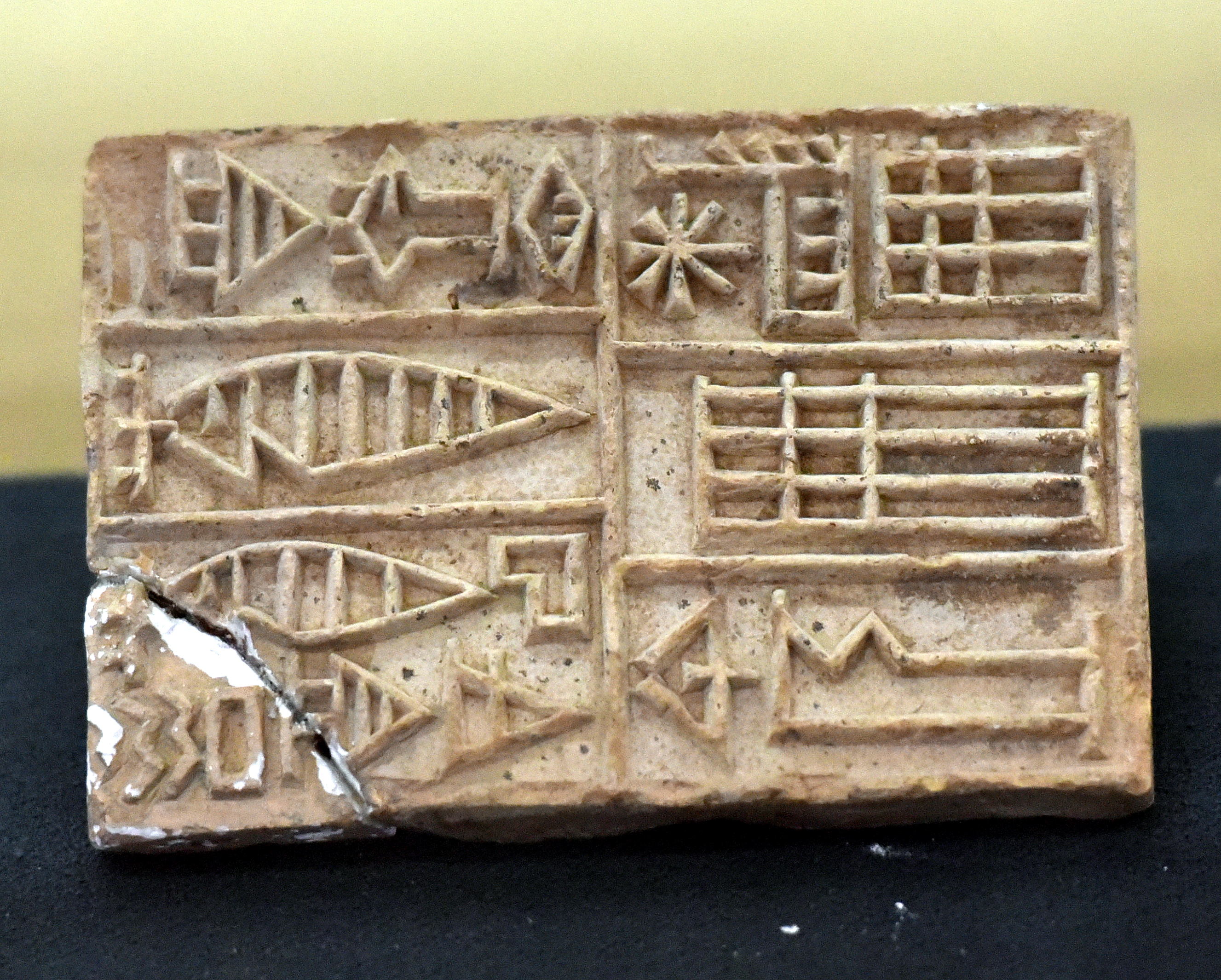
Matrice servant à estamper des briques inscrite au nom de Shar-kali-sharri. Musée national d'Irak.

Le règne de Naram-Sin voit l'arrivée d'une nouvelle menace : les Gutis. Ce peuple, considéré comme barbare par les Mésopotamiens et originaire des régions occidentales du Zagros, lance plusieurs raids meurtriers en Mésopotamie durant les dernières décennies de l'empire d'Akkad, et la tradition mésopotamienne que rapporte la Liste royale sumérienne lui a imputé la responsabilité de la chute de cet État, marquée par de nombreux actes de violence et d'impiété. Le règne de Shar-kali-sharri (« Roi de tous les rois »), fils de Naram-Sin qui prend le pouvoir vers 2217 (ou 2165), est le plus documenté en archives administratives, mais on ne sait pas grand chose en ce qui concerne les événements politiques et militaires. Ce roi a été oublié dans les récits postérieurs sur la chute d'Akkad qui ne font référence qu'à son père. Les inscriptions de son temps mentionnent certaines de ses campagnes vers l'Anatolie du sud-est, ainsi que des victoires en Haute Mésopotamie contre les Amorrites, peuple sémite qui apparaît alors. Aux abords immédiats du pays d'Akkad, à l'est, il doit repousser une attaque élamite, ainsi qu'une autre des Gutis. Cela pourrait indiquer un affaiblissement du royaume.

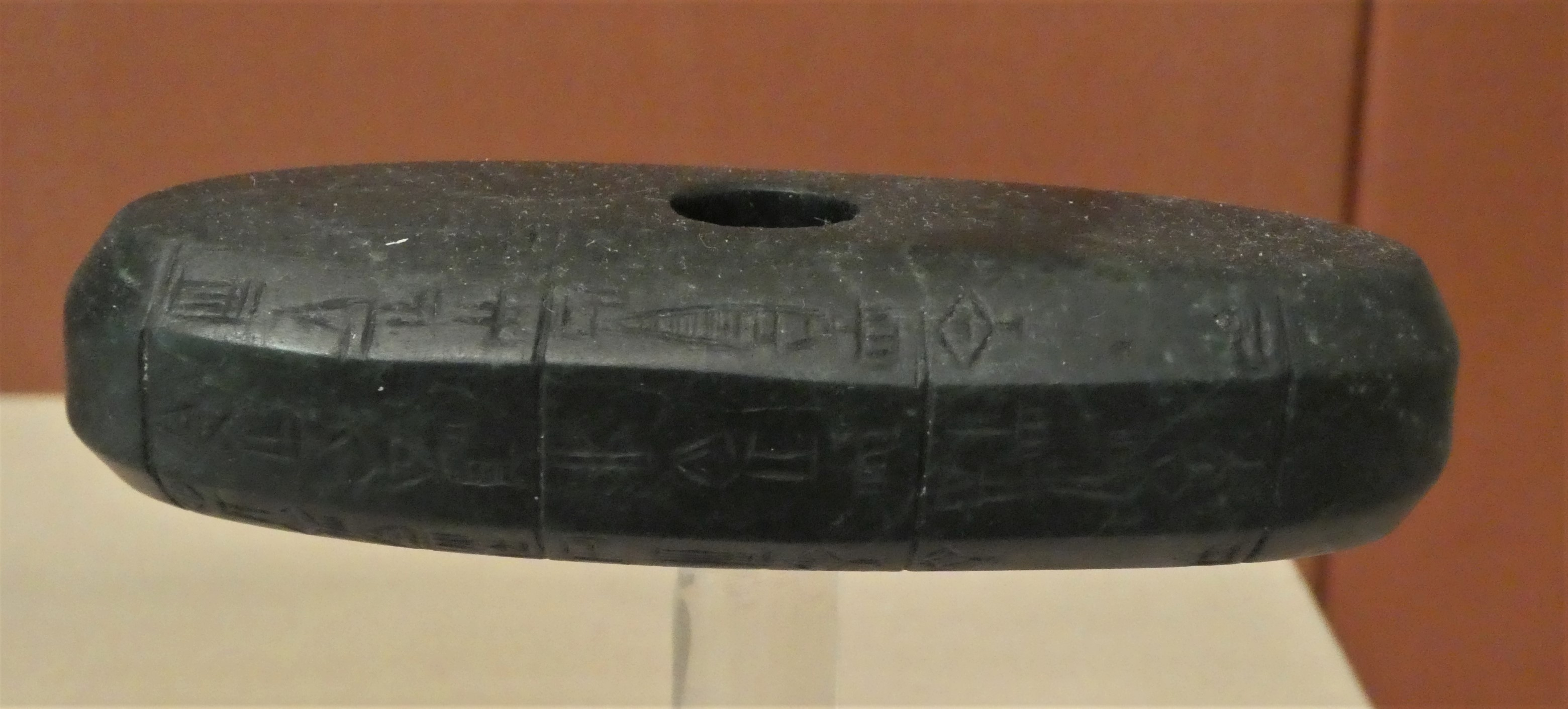
Tête de masse portant une inscription de Shu-turul, un des derniers rois d'Akkad connus. British Museum.

Pourtant, l'État d'Akkad semble bien survivre quelques décennies après sa mort qui survient vers 2193 (ou 2140), même s'il est considérablement réduit en taille et se limite probablement au nord de la Babylonie autour d'Akkad et Kish, puisque la Liste royale sumérienne lui attribue plusieurs successeurs. De l'un d'entre eux, Dudu, sont connues quelques inscriptions d'offrandes et des mentions de campagnes militaires sans doute destinées à préserver les restes de son royaume, tandis que son successeur Shu-turul est connu seulement par une poignée d'inscriptions votives. Mais ces deux rois ne semblent pas avoir appartenu à la dynastie des descendants de Sargon. En tout cas cela semble indiquer que la chute d'Akkad fut progressive.
La Liste royale prétend que des rois Gutis succédèrent à la domination des rois d'Akkad. Mais la chronologie de cette période est discutée, car on ne dispose plus de sources abondantes avant les débuts de la troisième dynastie d'Ur, empire successeur de celui d'Akkad, datés des alentours de 2112. Selon une proposition de Jean-Jacques Glassner, trente ans seulement sépareraient la chute d'Akkad du début d'Ur III. Il semble que l'affaiblissement progressif de l'empire ait laissé la place à de nouvelles ambitions, dont celles des rois Gutis, mais aussi de personnages originaires des différentes régions de l'empire ou de son voisinage, qui prennent alors leur indépendance, comme cela est attesté à Suse avec Puzur-Inshushinak qui a mené des incursions vers Akkad, en Haute Mésopotamie avec Tish-atal à Urkesh (Tell Mozan) ou dans le pays de Sumer à Lagash avec la « dynastie » de Gudea, ou encore à Uruk avec le royaume d'Utu-hegal, qui est à l'origine de celui de la dynastie d'Ur III fondée par son frère Ur-Nammu après un coup d'État.
Les causes de la chute du royaume d'Akkad restent donc mystérieuses. Comme cela a été évoqué, l'explication par les invasions de « Barbares » extérieurs, les Gutis, qui a été retenue par la tradition mésopotamienne est désormais relativisée, sans être complètement rejetée. Certaines hypothèses suggèrent qu'un changement climatique, l'événement climatique de 4200 BP, affectant les sites de Haute Mésopotamie, aurait pu influer sur ce déclin en entraînant la désertification de certaines régions et des mouvements de population (les Amorrites surtout), mais cela reste très débattu. Les causes du déclin de l'habitat dans cette région peuvent être à chercher ailleurs, notamment dans des recompositions sociales privilégiant le mode de vie sédentaire, et du reste plusieurs sites importants restent peuplés et actifs après la période d'Akkad. Il faut sans doute réévaluer les facteurs internes : durant le siècle qu'a duré leur hégémonie, les rois d'Akkad n'ont jamais été en mesure de faire taire les velléités d'indépendance des cités-État soumises par Sargon, qui se sont régulièrement soulevées et ont su rapidement recouvrer leur autonomie lorsque leur autorité s'est affaissée.

## Idée, image et exercice du pouvoir

### Le «premier empire»

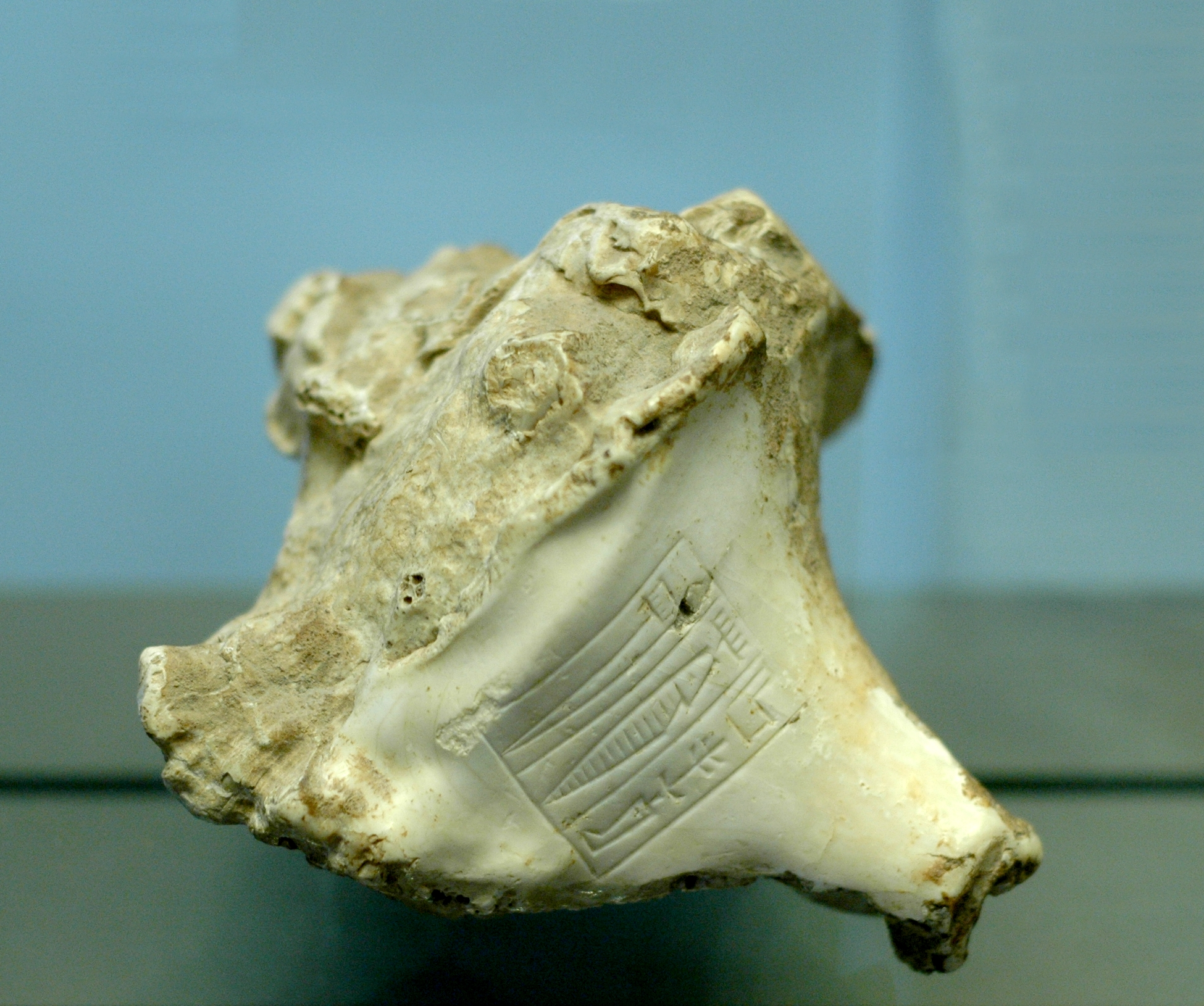
Coquille de Murex portant le nom de Rimush, « roi de Kish », c. 2270, musée du Louvre.

Avec Akkad, pour la première fois dans l'histoire du Moyen-Orient apparaît une grande construction étatique englobant pour plusieurs décennies un ensemble d'anciens micro-États. Les rois d'Akkad auraient, ou ont,  progressivement mis en place une sorte de programme qui vise à intégrer politiquement les pays qu'ils ont conquis dans une construction politique d'un nouveau type, généralement désignée dans la terminologie moderne comme un « empire », centrée sur sa capitale, Akkad. Cela se manifeste selon B. Foster par « des mesures administratives, telles que la réforme métrologique et l'imposition de normes royales uniformes, et des mesures culturelles, telles que la réforme de l'écriture, la diffusion d'images du souverain à partir d'un atelier central, et l'expansion de la langue et de l'archivage akkadiens à Sumer, en Iran et dans le nord de la Syrie, (qui) prouvent que l'empire akkadien impliquait bien plus que des campagnes héroïques, une expansion du commerce et une accumulation de butins. »
Ces évolutions entraînent progressivement un changement dans la conception de la fonction du souverain. Auparavant lié au cadre de la cité-État, celui-ci avait un rôle limité dans l'espace. Avec la constitution d'un vaste royaume sous la dynastie d'Akkad, le souverain prend peu à peu une nouvelle dimension. Cela est surtout perceptible sous le règne de Naram-Sin, qui développe une véritable pensée « impériale ». Il se dit « Roi des quatre rives (de la terre) » (c'est-à-dire de tout le monde connu), šar kibrāt(im) arba'im, ce qui traduit une ambition de domination universelle, inédite dans le monde mésopotamien. De plus, nouveauté là aussi, dans ses inscriptions officielles il fait précéder son nom du déterminatif de la divinité. Il se fait à plusieurs reprises qualifier de « dieu d'Akkad », et un culte en son honneur est établi. Dans des représentations il porte la tiare à cornes, attribut des dieux. Le roi est donc d'essence divine. Même s'il n'est pas forcément considéré comme une divinité à part entière (c'est discuté), il est quoi qu'il en soit au-dessus des autres hommes,,. On a donc les traits d'un « empereur » qui veut se démarquer des autres rois par son essence, son charisme et ses ambitions.
L'apparition d'une idéologie de nature impériale à l'époque d'Akkad n'est cependant pas une véritable révolution. On a longtemps voulu voir en Sargon un pionnier, mais il se situe en fait dans la continuité de plusieurs souverains de Basse Mésopotamie dont la puissance avait déjà excédé celle des rois de cités-États ordinaires. Une grande place doit être accordée à Lugal-zagesi, roi originaire d'Umma mais établi à Uruk, et prédécesseur direct de Sargon, dont il a vraisemblablement inspiré l'œuvre politique. De plus, Sargon commence ses conquêtes en reprenant l'héritage du royaume de Kish, qui est depuis plusieurs siècles l'un des plus puissants de la Basse Mésopotamie et a une grande influence politique voire culturelle. Du reste, la tradition idéologique n'est réellement bousculée que sous les successeurs de Sargon, particulièrement Naram-Sin. Progressivement un nouvel art royal apparaît, suivant l'évolution de la conception de la royauté, et on met en place une administration centralisée sur les cadres territoriaux anciens. On effectue une standardisation des textes administratifs, qui sont écrits dans tous les centres provinciaux de l'empire avec une même graphie et dans un même type d'akkadien, pour être plus facilement compris et contrôlés par un personnel homogène sur tout le territoire, alors que pour les textes non officiels subsistent les habitudes locales.

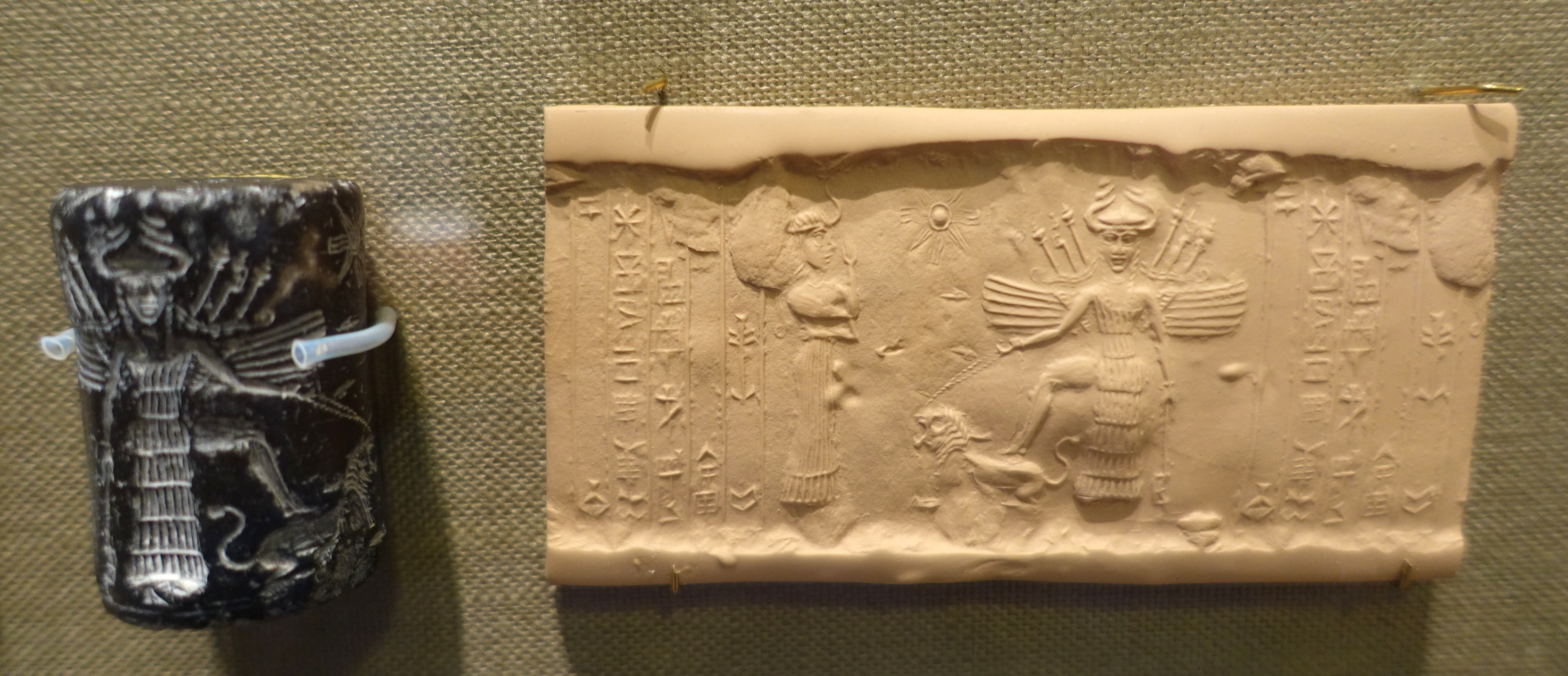
Sceau-cylindre avec son empreinte de la période d'Akkad figurant au centre la déesse Ishtar sous son aspect guerrier, ailée et portant des armes sur son dos, accompagnée de ses attributs, un lion qu'elle tient en laisse et l'étoile à huit branches. Musée de l'Oriental Institute de Chicago.

Les continuités avec les périodes précédentes de l'histoire mésopotamienne semblent importantes, le souverain continuant à diriger l'État de manière traditionnelle. Comme les rois précédents, il se présente comme étant l'élu des dieux, cherchant à accomplir leur volonté. La grande divinité patronnant la dynastie d'Akkad est Ishtar (Inanna pour les Sumériens), déesse de l'amour et de la guerre. Elle dispose d'un grand temple dans la capitale du royaume, dans un lieu appelé Ulmash, où semble en particulier être mis en avant son aspect guerrier ; Naram-Sîn la mentionne dans plusieurs de ses inscriptions comme Ištar Annunītum, qui peut être traduit comme « Ishtar de la Bataille ». Mais le pourvoyeur de la royauté reste le grand dieu sumérien Enlil, comme le veut la tradition de Basse Mésopotamie. On décèle cependant des évolutions dans l'idéologie religieuse de la royauté, en plus de la divinisation du roi : la période d'Akkad est le théâtre d'une réorganisation de la société divine mésopotamienne, jusqu'alors essentiellement organisée au niveau des cités-États, un premier pas vers la formation d'un panthéon de la Basse Mésopotamie, visant là encore à consolider l'unité de l'empire par l'idéologie religieuse. Cela s'accompagne peut-être d'un syncrétisme plus poussé entre les divinités du pays de Sumer et celles des régions de langue sémitique que l'on dénomme par la suite le pays d'Akkad, mais ce point est controversé.

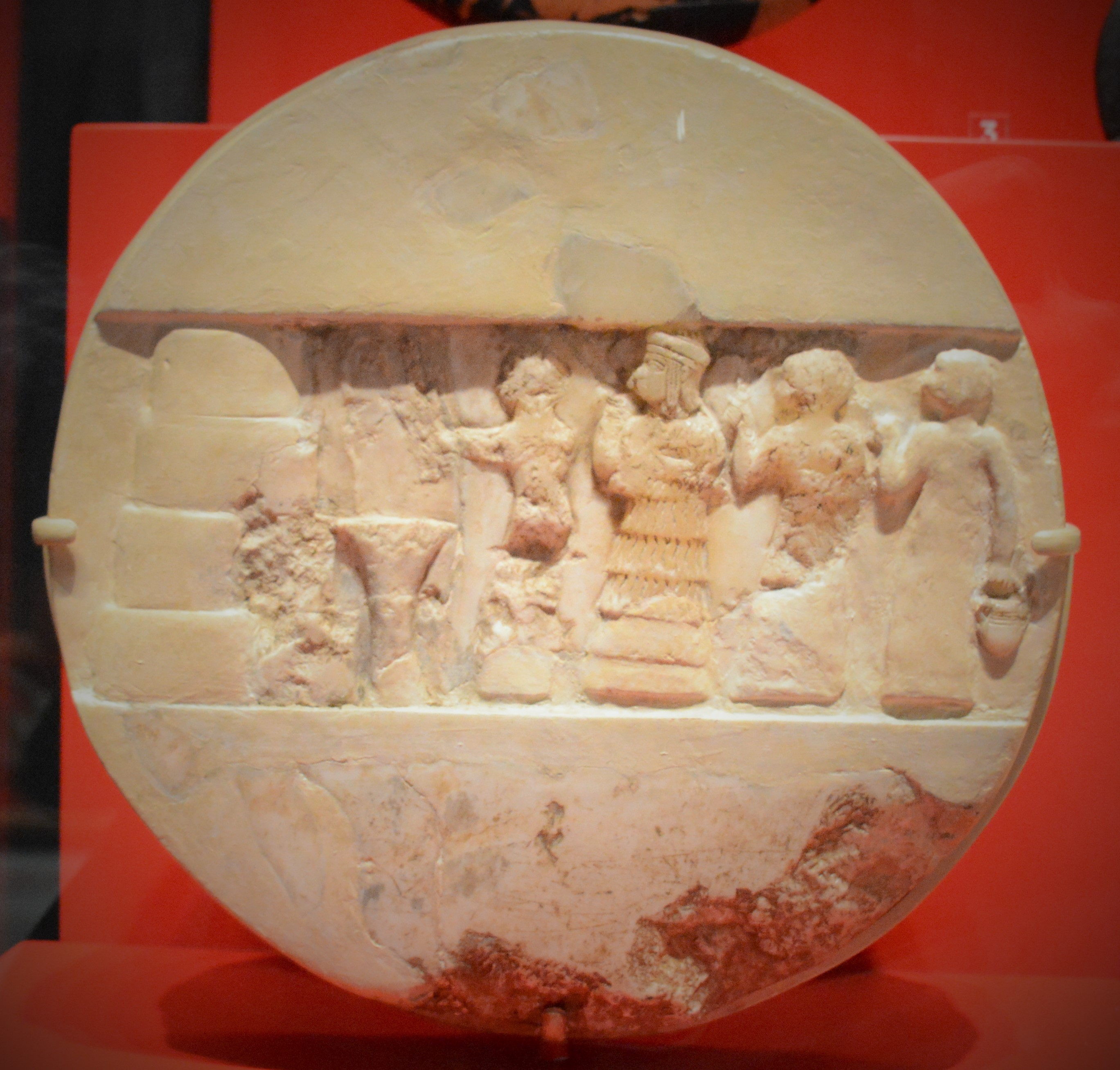
Le « disque d'Enheduanna » : scène rituelle, la princesse est représentée au centre, en deuxième position en partant de la gauche. Musée d'Archéologie et d'Anthropologie de l'Université de Pennsylvanie.

Dans la pratique, le souverain gouverne entouré de ses fidèles, une élite que la donation de l'Obélisque de Manishtusu désigne comme les « fils d'Akkad » (mār Akkade), ce qui ne renvoie pas à leur langue ou leur origine géographique. Ce groupe se caractérise par l'autorité qu'il exerce sur le reste de la population, un train de vie luxueux, la valorisation de la force physique et des prouesses guerrières. Il doit sa position et ses richesses au souverain, qui octroie à ses membres de nombreux présents (notamment des terres), et il contrôle les temples qui sont les institutions majeures dans la société. Les personnages les plus haut placés et les gouverneurs des régions-clés sont souvent issus de la famille royale ou liés de près à elle. Les princes sont parfois nommés gouverneurs, comme les fils de Naram-Sin placés à Marad, Tuttul et Kazallu. Les princesses étaient souvent consacrées prêtresses des grands temples du sud mésopotamien : Enheduanna fille de Sargon (connue par les poèmes qui lui sont attribués) dans le temple de Nanna à Ur, Enmenana fille de Naram-Sin dans le même temple, et sa sœur Tuta-napshum, grande prêtresse d'Enlil à Nippur. L'élite de la puissante armée akkadienne est encadrée par les proches du roi (en premier lieu les généraux) et constitue une sorte de garde royale.
L'historiographie de la période s'est souvent attardée sur la question de savoir dans quelle mesure il était justifié de qualifier l'État d'Akkad de « premier empire », en sachant que la réponse donnée dépendra grandement de la définition de ce qu'est un « empire » qui est retenue, et selon qu'on le compare à ce qui s'est fait avant ou ce qui s'est fait après. Ainsi, si on se focalise sur le fait qu'un empire est, à l'image de l'Assyrie postérieure, une entité constamment orientée vers l'expansion territoriale devant la conduire à la domination de tout le monde connu, on ne peut pas considérer que l'empire d'Akkad en est effectivement un. De plus, cet État est à la fois apparu comme moins novateur qu'on ne l'a longtemps pensé, et aussi comme une construction peu durable dont l'autorité n'a jamais été fermement établie et durablement assurée, même dans les régions centrales. Il manque aussi un trait souvent retenu par les archéologues, celui de l'influence de la culture matérielle du centre sur les territoires conquis et voisins, qui semble limitée. La véritable révolution serait selon certains plutôt à chercher dans l'apparition d'un « impérialisme ». Ce dernier se retrouve dans la façon dont est pensé et exercé le pouvoir : la centralisation autour de la figure royale qui incarne le royaume, prétend à la divinité et à la domination universelle ; la nécessité de la victoire militaire qui assure l'existence et la survie de l'État et de la famille royale ; l'acquisition (grâce aux conquêtes) d'une importante assise foncière pour le régime incarné par le roi et son entourage. On peut donc considérer que s'il y a bien un aspect impérial dans cette construction politique, il se trouve dans le cercle du pouvoir et dans l'idéologie qu'il cherche à répandre par le biais des inscriptions et des réalisations artistiques officielles. Ces dernières ont servi à faire survivre aux époques postérieures le modèle politique façonné par cet État, qui a ainsi été une étape décisive dans l'affirmation d'une idéologie impériale. Au-delà de ce débat, il apparaît que, bien qu'elle ne sorte pas de nulle part, la construction politique de Sargon et de ses successeurs représente incontestablement par ses ambitions et ses succès quelque chose qui n'a pas de précédent dans l'histoire mésopotamienne.

### Art officiel
La domination de l'empire d'Akkad entraîne la création d'un art officiel qui, tout en reprenant l'héritage des dynasties archaïques, apporte des modifications notables, avec un style nouveau et des codes visuels novateurs. C'est un art royal, célébrant la monarchie et la suprématie qu'elle exerce,. Il a eu une influence durable sur l'art mésopotamien, en particulier la représentation visuelle de la royauté.
Le règne de Sargon d'Akkad est marqué par de timides évolutions. Il reste néanmoins mal connu du point de vue artistique, car les stèles datant de son temps sont toutes en état fragmentaire. Elles sont encore très proches de celles des dynasties archaïques, comme la Stèle des vautours du roi E-anatum de Lagash et dérivent peut-être d'une tradition artistique propre à la région de Kish, dont Akkad serait l'héritière. Le rendu des personnages est souvent caractérisé de manière plus réaliste que dans les œuvres de l'époque antérieure, même si en fait il semble plutôt plus stylisé pour mettre en avant les qualités des personnages représentés (exagération des muscles, de la chevelure). Pour permettre une meilleure compréhension des scènes représentées, les vaincus des pays étrangers ont des costumes ou parures caractéristiques. Les scènes de combat semblent en tout cas déjà le sujet de prédilection des bas-reliefs.

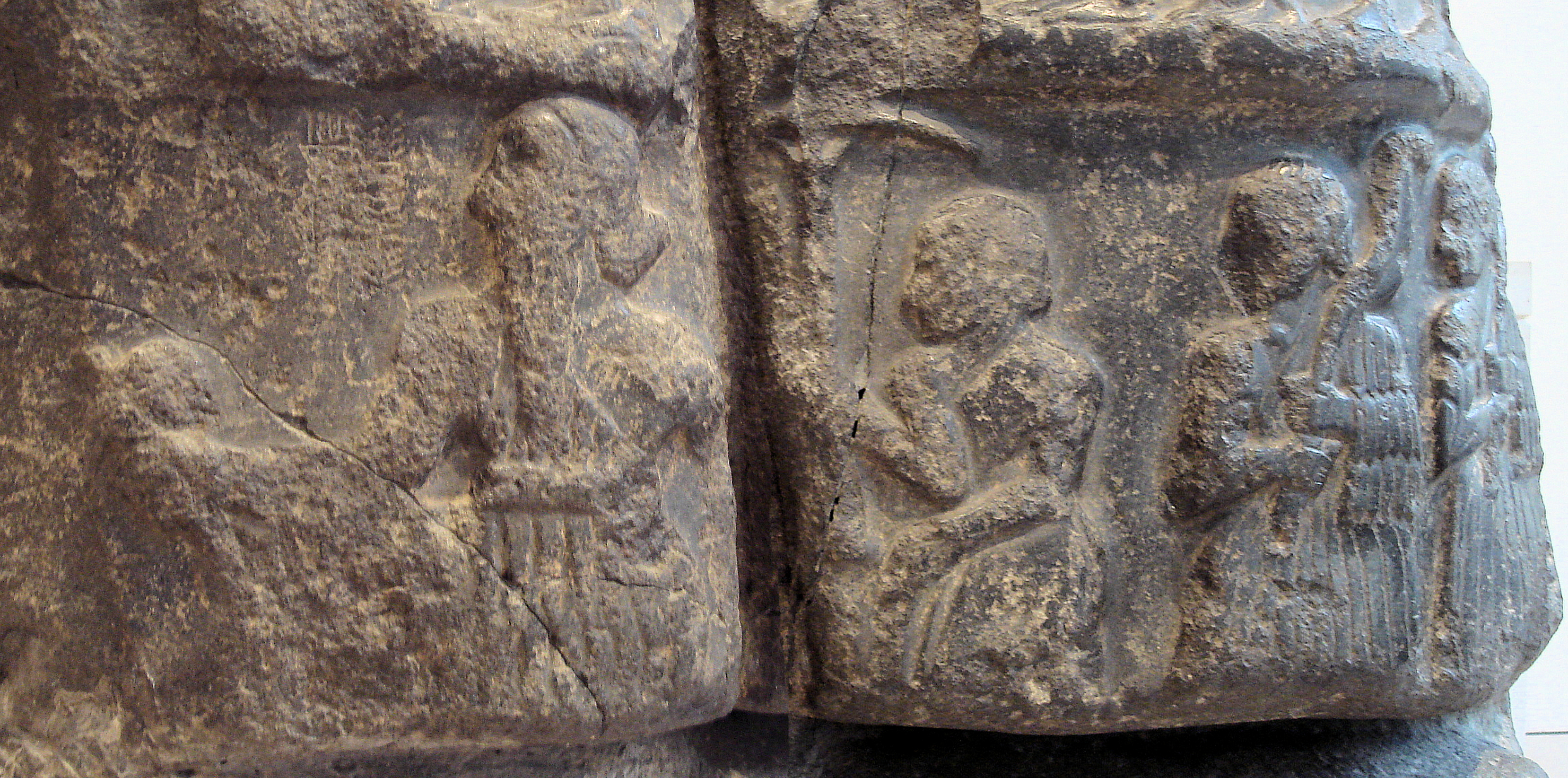
Stèle fragmentaire de Sargon d'Akkad, représentant le monarque conduisant ses troupes. Suse, Musée du Louvre.

Sous le règne de ses fils Rimush et surtout Manishtusu, l'évolution est plus marquée, inaugurant le style « classique » de l'art akkadien. Les artistes développent en outre l'emploi de la diorite, pierre dure qui caractérise la sculpture de l'époque. Plusieurs statues représentant Manishtusu en grandeur nature ont été exhumées sur divers sites, ce qui indique une production nombreuse, en série, servant à diffuser l'expression de la puissance royale. Mutilées durant l'Antiquité, il leur manque systématiquement la tête.

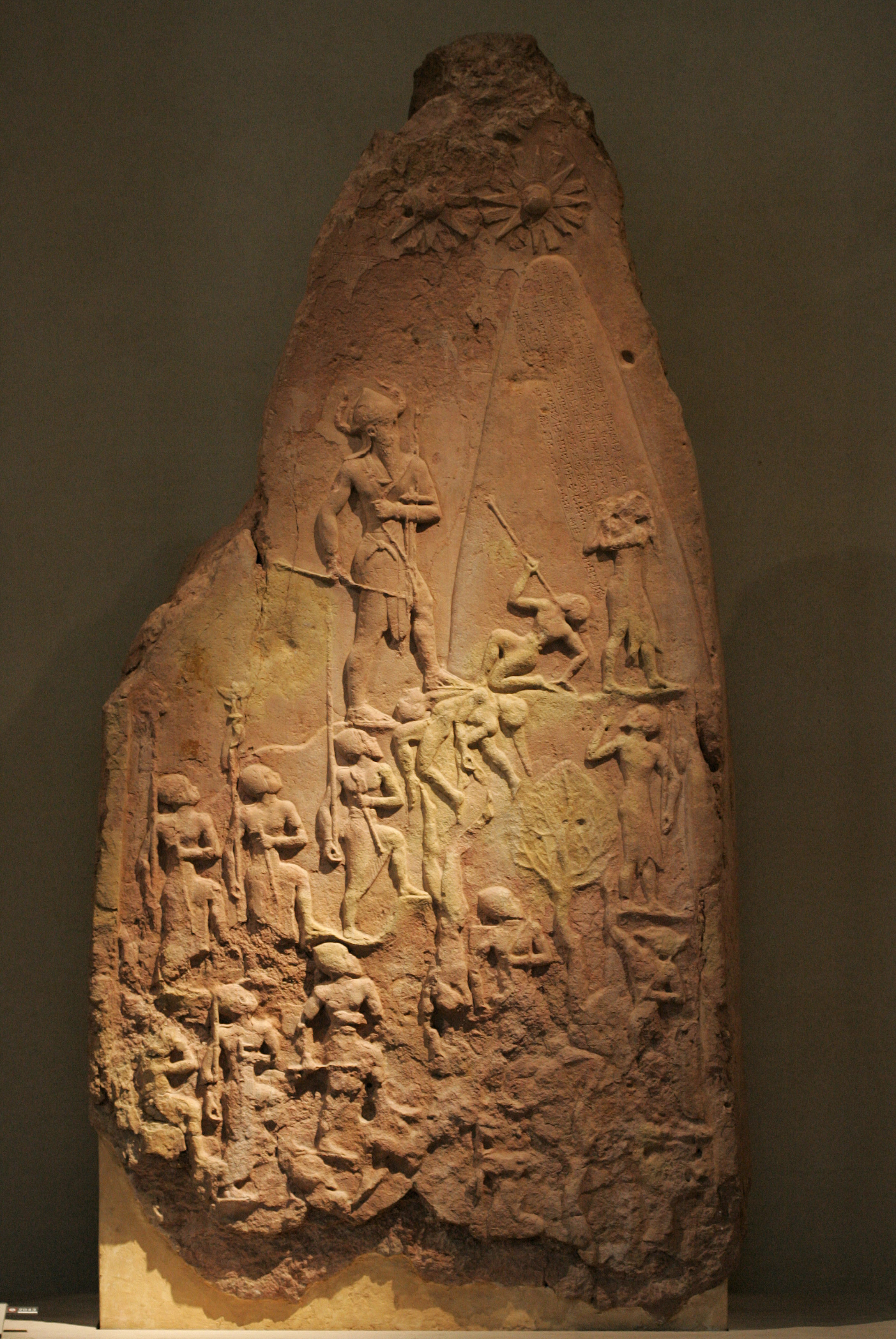
La Stèle de victoire du roi Naram-Sin, musée du Louvre.

Du règne de Naram-Sin date une des œuvres les plus connues de la période, la Stèle de victoire, commémorant une campagne victorieuse de ce roi contre les Lullubis, un peuple du Zagros. Bien que fragmentaire, on y voit clairement l'exaltation du roi-dieu, coiffé de la tiare à cornes caractéristique de la divinité. Surplombant ses soldats et les ennemis vaincus, il est le point focal de la composition. Il dirige son regard vers des symboles astraux situés sur le haut de la stèle et évoquant la présence divine : cette construction verticale tranche avec les représentations traditionnelles, horizontales. La représentation du roi est idéalisée, offrant au regard un corps jugé comme parfait qui dégage une impression de puissance et de vigueur.

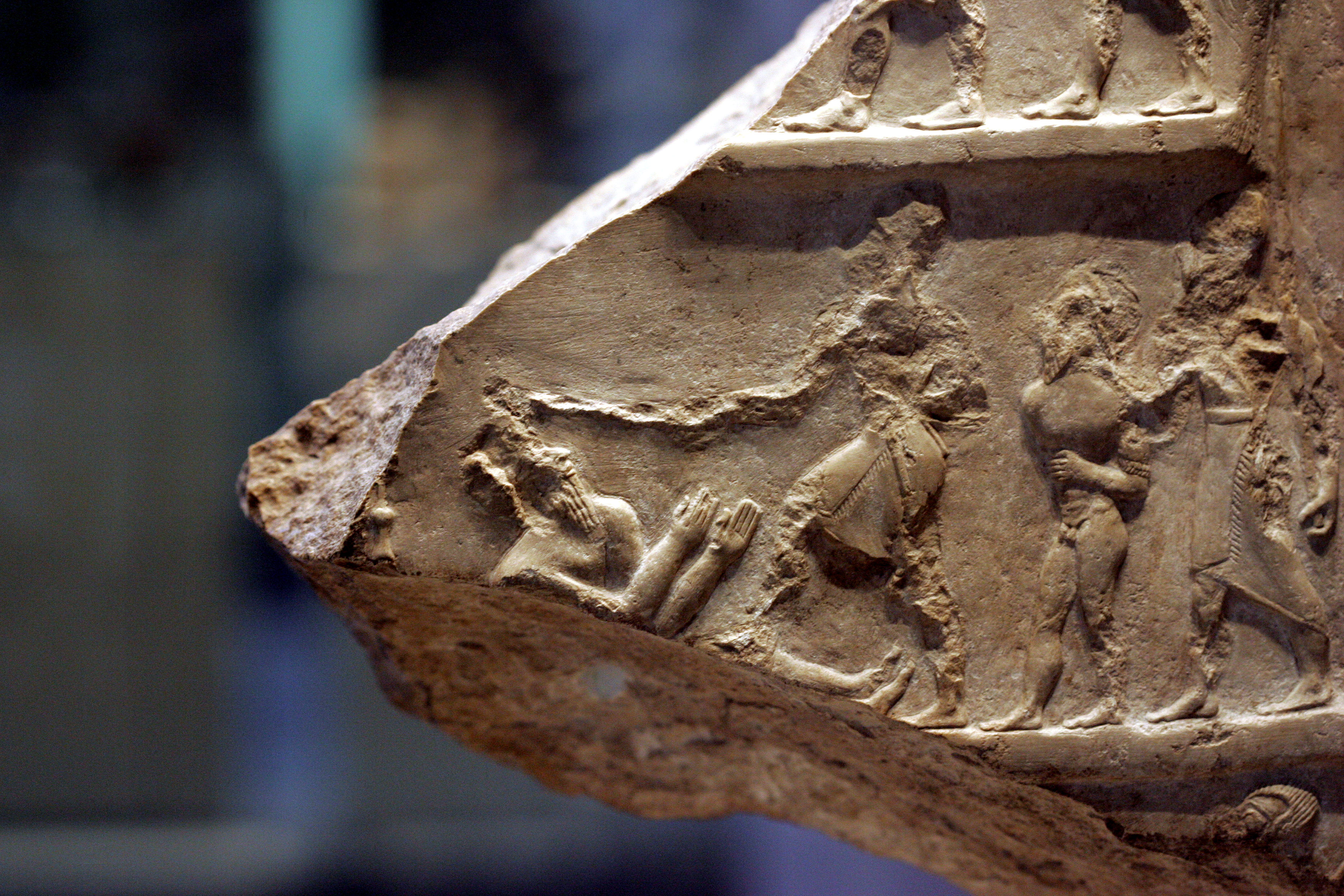
Détail du fragment d'une stèle datant du règne de Rimush, musée du Louvre.
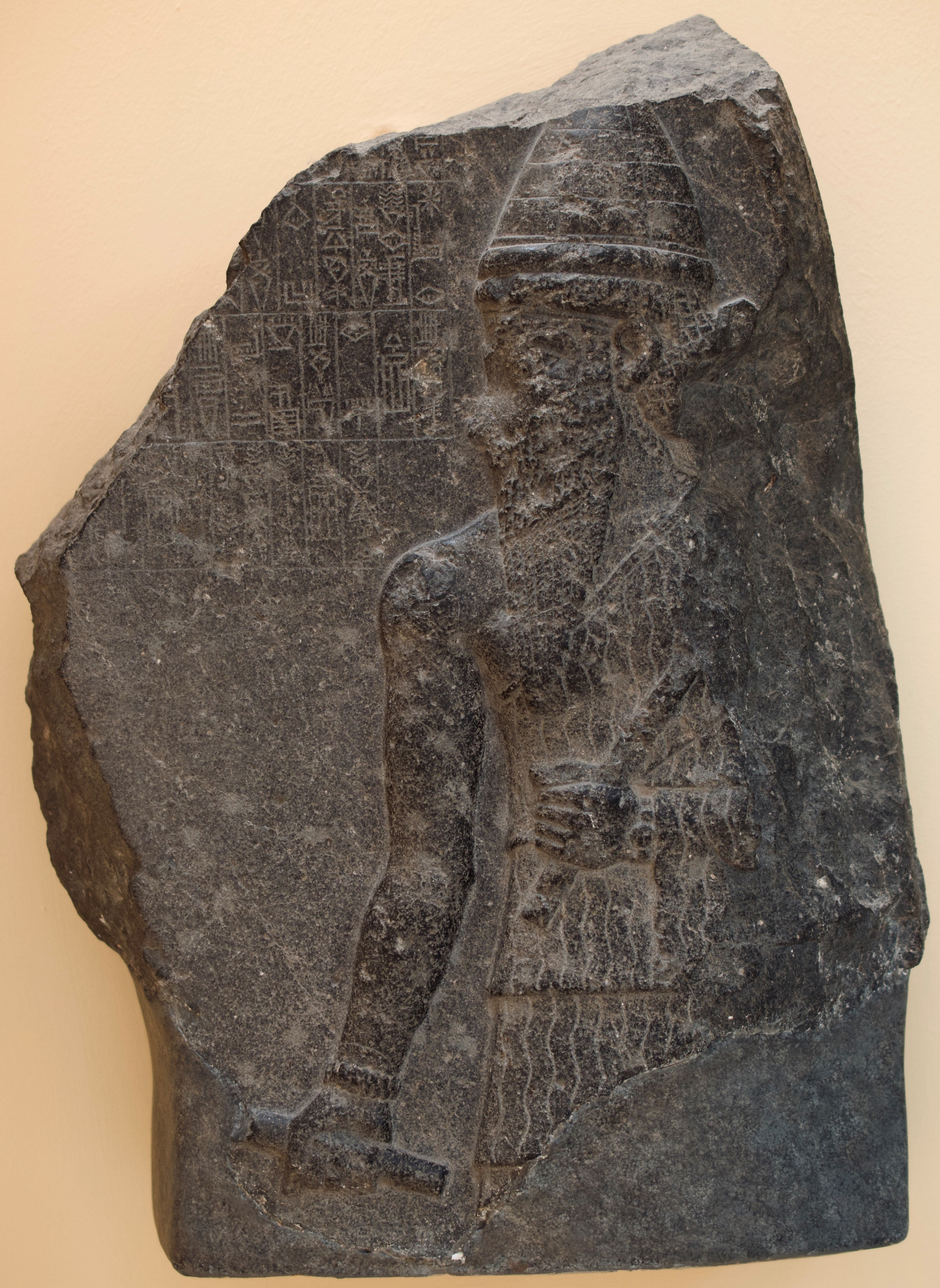
Fragment de stèle en basalte avec inscription de Narâm-Sîn, trouvée à Pir Hüseyin (est de la Turquie). Musée archéologique d'Istanbul.
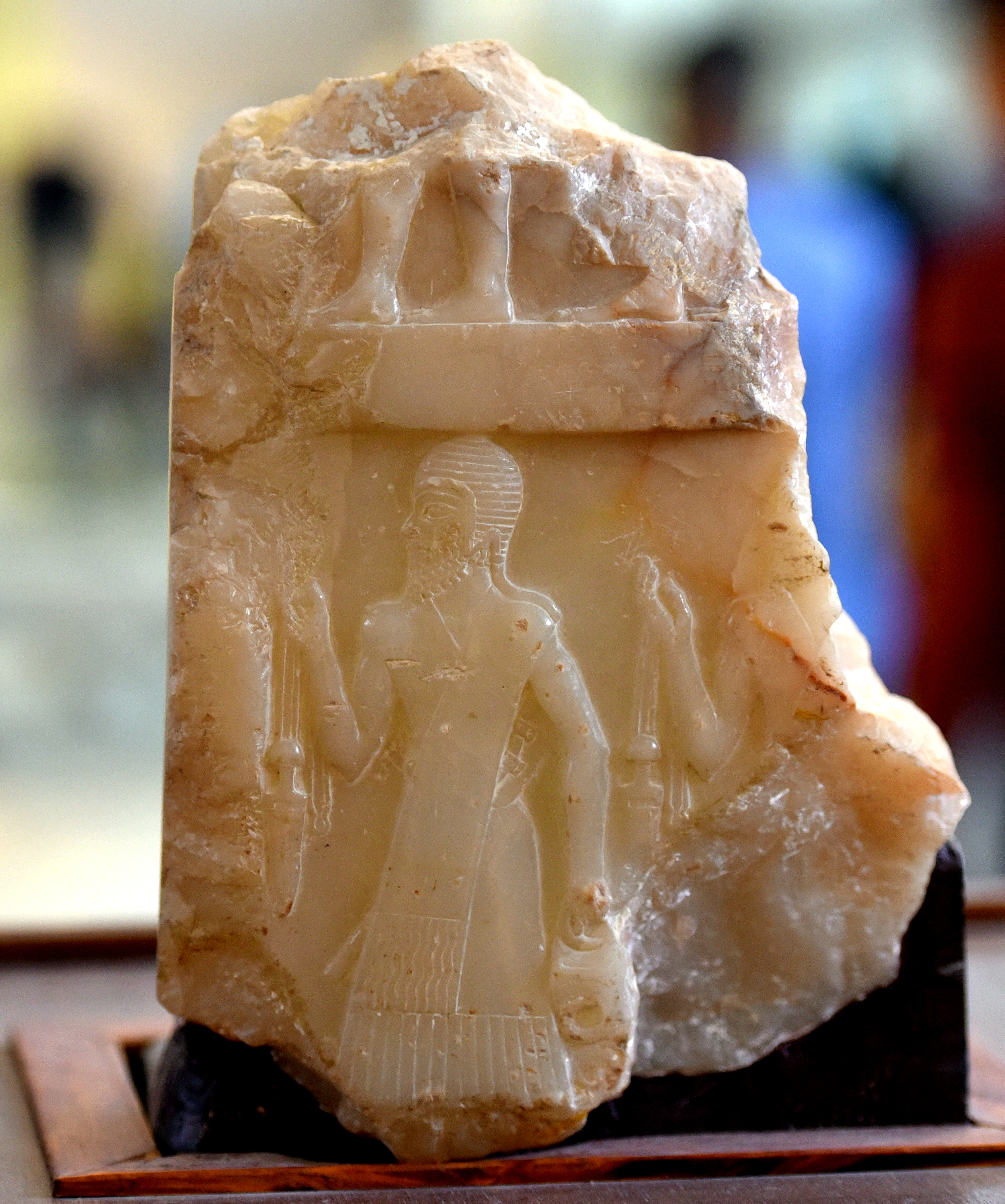
Fragment d'une stèle de victoire de Narâm-Sîn provenant de Nasiriyah. Musée national d'Irak.

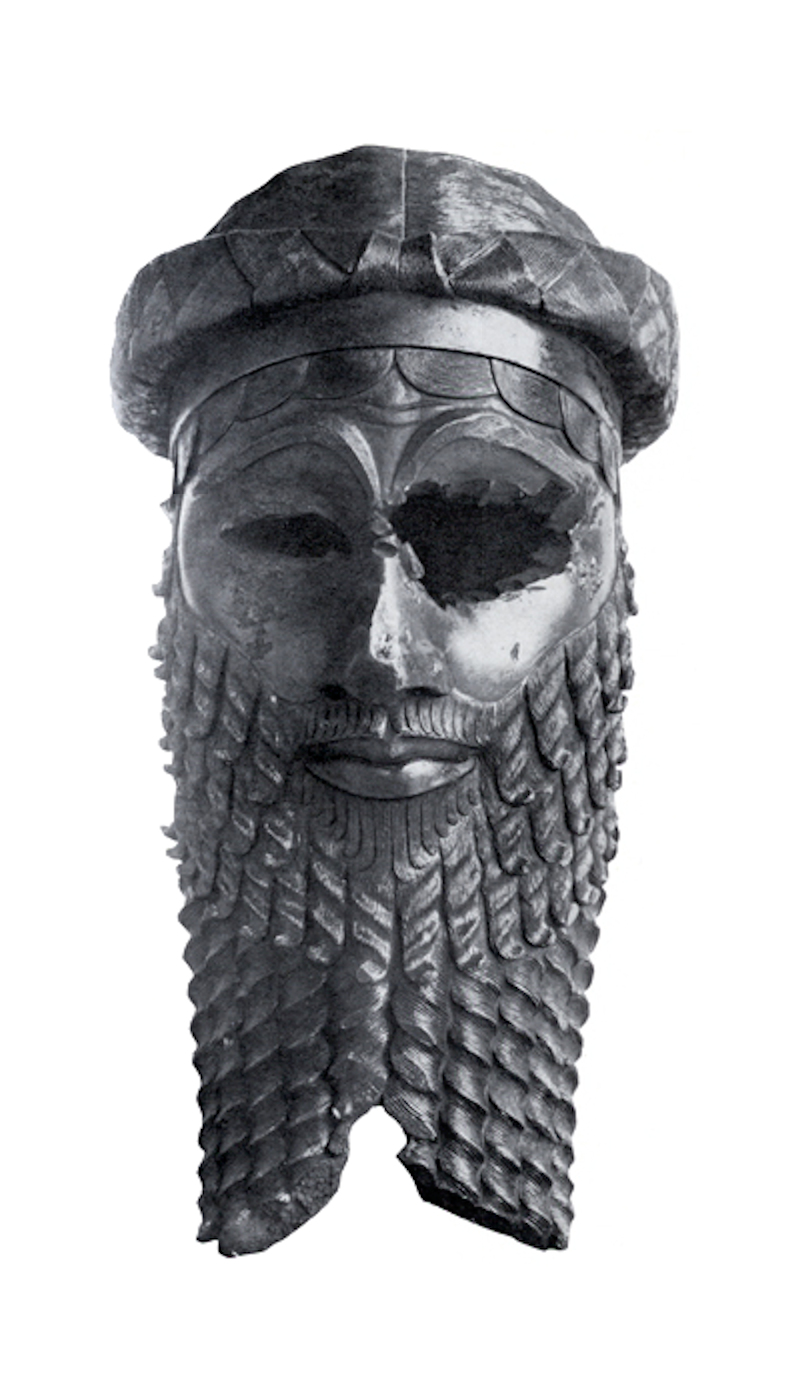
Tête en alliage cuivreux d'un roi d'Akkad retrouvée dans le temple d'Ishtar de Ninive, vers 2250 av. J.-C., Bagdad, musée national d'Irak.

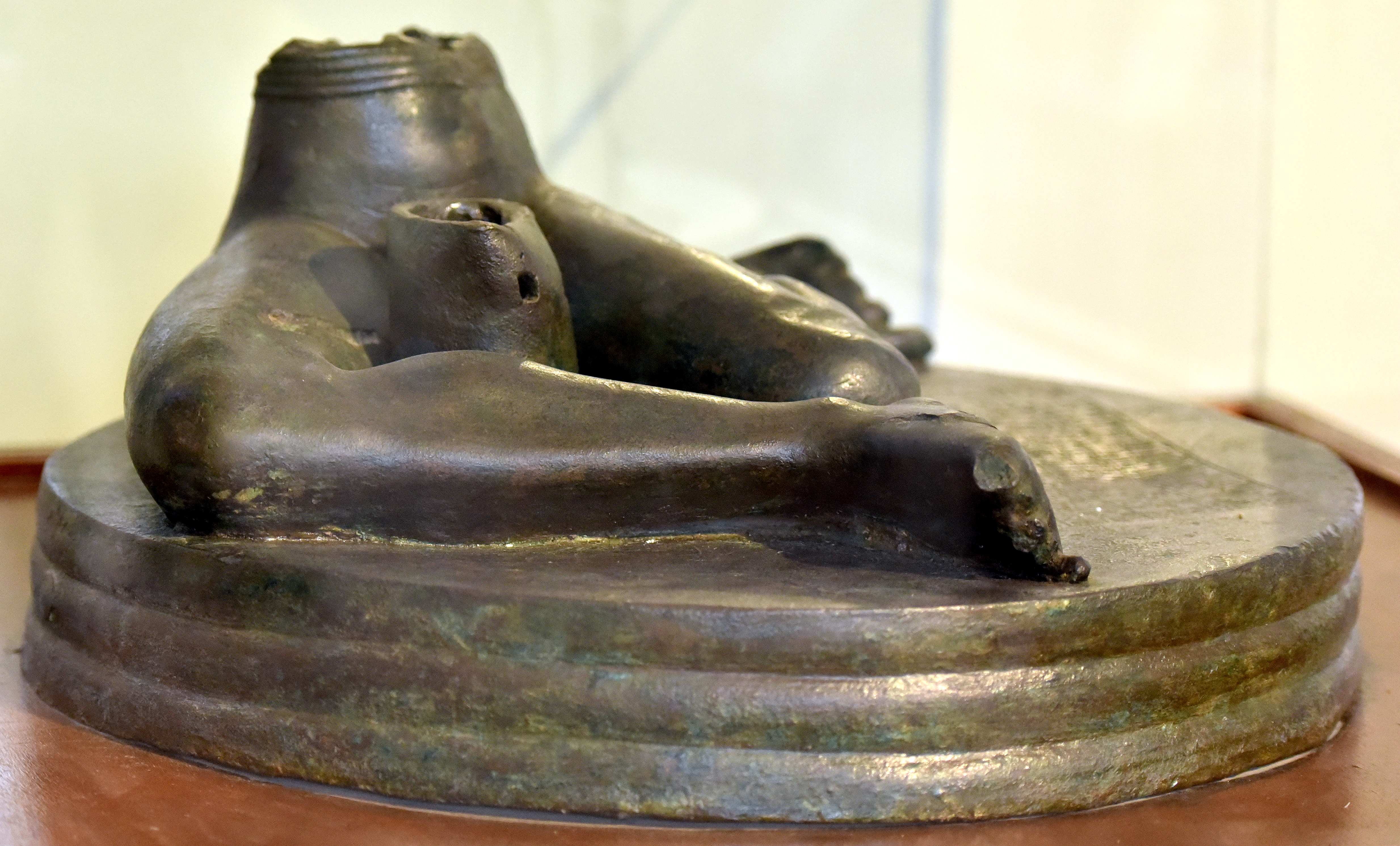
La statue fragmentaire retrouvée à Bassekti. Musée national d'Irak.

Une autre grande œuvre des artistes officiels d'Akkad est la tête royale en alliage cuivreux retrouvée à Ninive (Bagdad, musée national d'Irak). Comme toutes les sculptures de la période d'Akkad, elle a été mutilée, mais cette fois-ci c'est la tête qui reste, bien que détériorée. On ne sait pas quel roi elle est censée représenter. Elle est remarquable par le souci du détail typique de la période dans la représentation de la chevelure et la barbe du roi. Elle concentre plusieurs des traits caractéristiques de la représentation du souverain dans l'iconographie mésopotamienne depuis le IVe millénaire : le bandeau frontal, la longue barbe finement peignée et le chignon noué derrière la nuque. Cette tête illustre la grande maîtrise de la technique de fonte à la cire perdue des métallurgistes mésopotamiens, attestée par d'autres fragments de statues datés de la période d'Akkad ou de ses environs, comme la base de statue en alliage cuivreux retrouvée à Bassekti représentant un personnage nu assis.
Par sa qualité plastique et notamment son souci du détail anatomique, la sculpture de cette époque est une des plus réalistes de l'histoire mésopotamienne et annonce celle de la période néo-sumérienne, connue par les statues du roi Gudea de Lagash. Mais c'est dans la thématique que les évolutions sont les plus profondes. L'art officiel des rois d'Akkad se distingue clairement de celui créé pour les notables du royaume, alors que durant la période présargonique l'art royal et l'art des élites étaient similaires. Désormais est réalisé un art ayant pour but d'exalter seulement la personne royale, d'en faire un personnage à part. L'art de la période d'Akkad est donc représentatif de l'évolution idéologique qui touche le pouvoir : le roi n'est plus seulement un homme plus important que les autres, il est au-dessus du reste des humains et accède au rang divin. Cela se voit surtout à l'apogée de l'art d'Akkad sous Naram-Sin qui est aussi le souverain aux ambitions impériales les plus évidentes. L'art est attaché à la personne royale et a clairement pour but de célébrer sa grandeur. Le roi est souvent représenté comme un guerrier victorieux soumettant ses ennemis. Cet art émane manifestement de véritables ateliers royaux. Mais cela n'entrave en rien l'évolution qualitative que l'on remarque notamment dans le rendu anatomique des personnages sur les sculptures.
La période d'Akkad voit enfin le développement dans la glyptique d'un art religieux représenté sur les sceaux-cylindres des personnages importants du royaume, très souvent gravés dans de la chlorite. L'exaltation de la monarchie est totalement absente de ce type de support, mais la volonté d'uniformiser les thèmes religieux vient peut-être du pouvoir et de ses tendances centralisatrices. C'est en tout cas par ces sources que nous sommes le plus documentés sur la religion de cette période, étant donné que les inscriptions font défaut sur ce point. Cet art, s'il s'inspire de quelques thèmes des périodes précédentes, est également très novateur et là aussi se veut plus détaillé dans la représentation des personnages. Certaines scènes représentent simplement des divinités, avec leurs attributs caractéristiques : il y a apparemment une volonté de mieux les individualiser que précédemment. Les plus couramment représentées sont : Enki/Ea, le dieu des flots souvent accompagné de son acolyte Ushmu, le dieu aux deux visages ; la divinité solaire Utu/Shamash ; et la grande déesse Inanna/Ishtar. Deux grands thèmes faisant référence à la mythologie sont récurrents dans la glyptique de l'époque. Le premier est celui d'un combat mettant en scène une divinité affrontant un animal réel ou imaginaire, inspiré de scènes de combats héroïques déjà présentes dans la glyptique des siècles précédents. L'autre thème est celui que P. Amiet a qualifié de « Grande Épiphanie », qui met en scène plusieurs divinités se manifestant sur Terre dans le but d'apporter des forces revitalisant la Nature, en la fertilisant (notamment Enki apportant ses flots). Cela renvoie peut-être à un rituel de fête du Nouvel An, qui a alors lieu au début du printemps. En dehors de ces thèmes, l'un des plus remarquables sceaux de la période est celui d'Ibni-sharrum, scribe de Shar-kali-sharri : deux personnages nus nommés lahmu, en train d'abreuver deux buffles, la scène étant organisée de façon symétrique autour du cartouche portant le nom et la fonction du détenteur du sceau.
La fin de la période voit également l'apparition d'un type de scène amené à devenir très populaire par la suite, en particulier chez les membres de l'administration royale : la présentation (ou intercession), dans laquelle un humain est représenté devant une divinité, à laquelle il est parfois introduit par une autre divinité. Ce type de scène est manifestement dérivé des scènes de banquets, répandues durant l'époque des dynasties archaïques. Les raisons du passage de l'un à l'autre sont discutés, et pourraient renvoyer aux changements politiques de l'ère akkadienne.

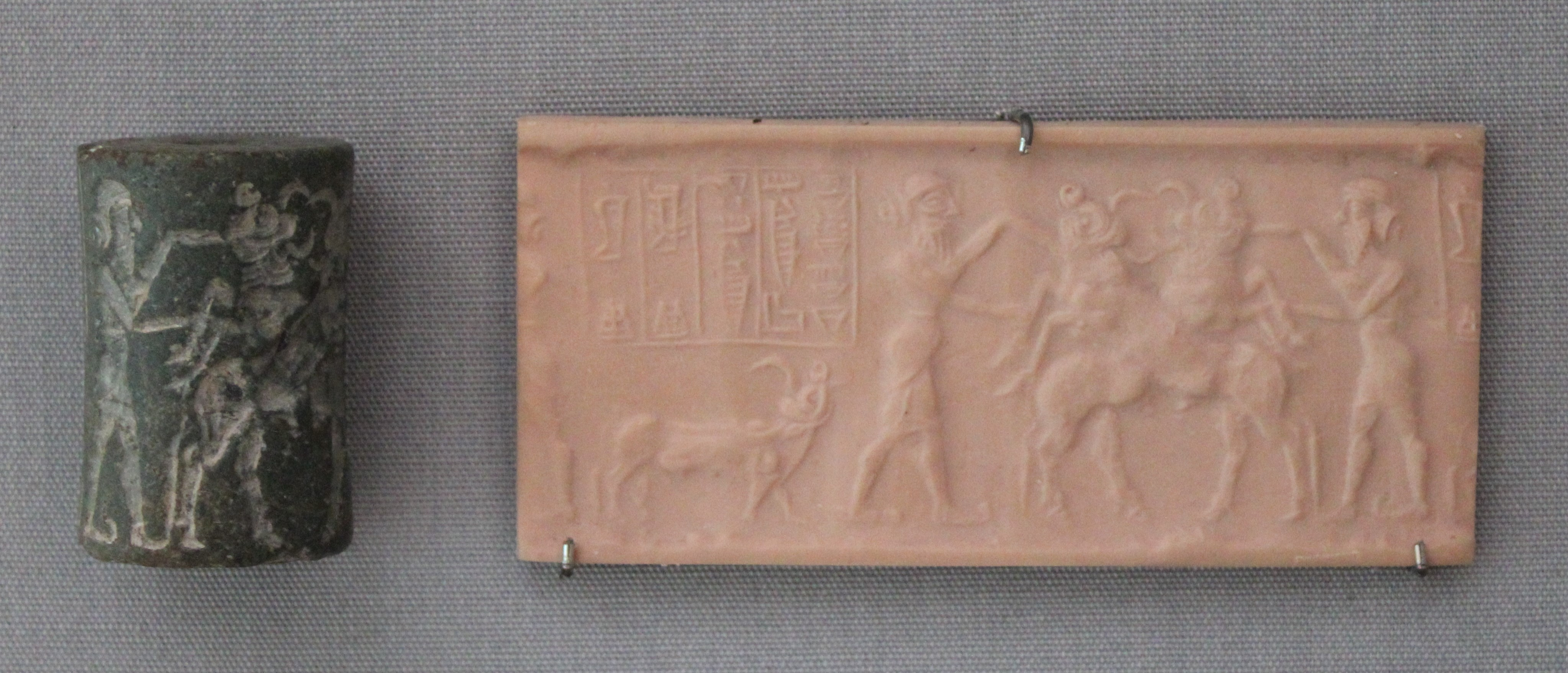
Sceau-cylindre d'un serviteur de Bin-kali-sharri, fils de Naram-Sîn, et impression mettant en scène deux héros affrontant des taureaux. British Museum.
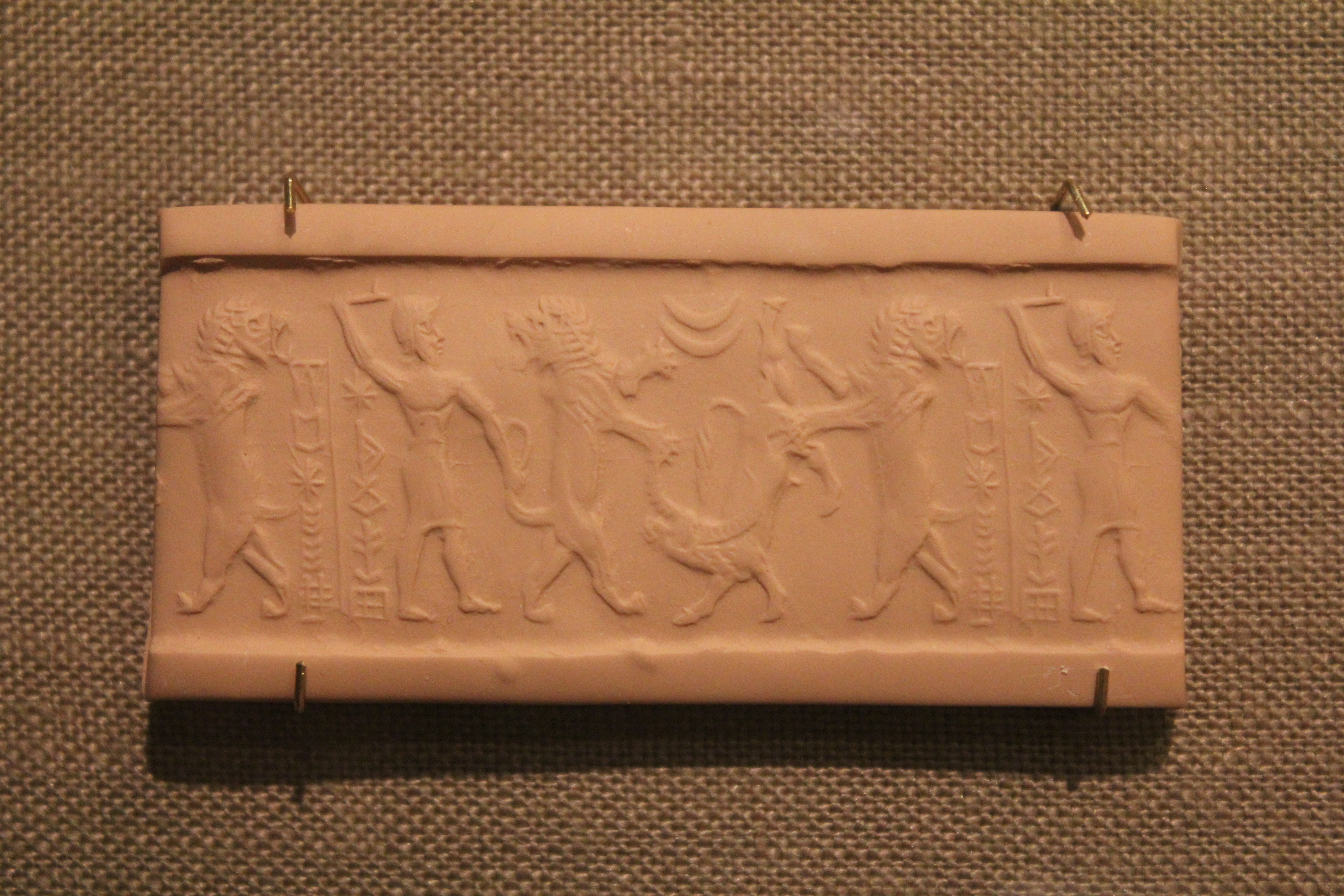
Empreinte de sceau représentant un héros affrontant un lion, et un lion affrontant un buffle. Musée de l'Institut oriental de Chicago.
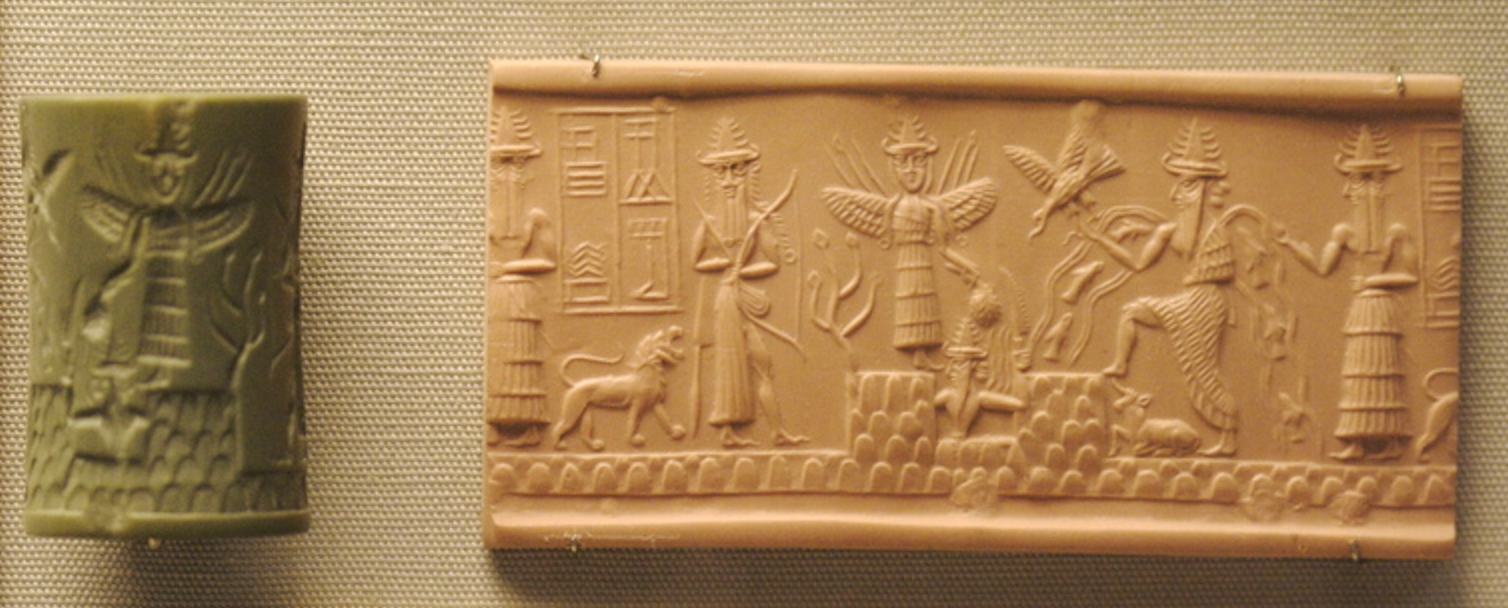
Sceau-cylindre d'Adda et impression représentant une scène d'« épiphanie » avec Enki/Ea, Ushmu, Utu/Shamash et Inanna/Ishtar. British Museum.
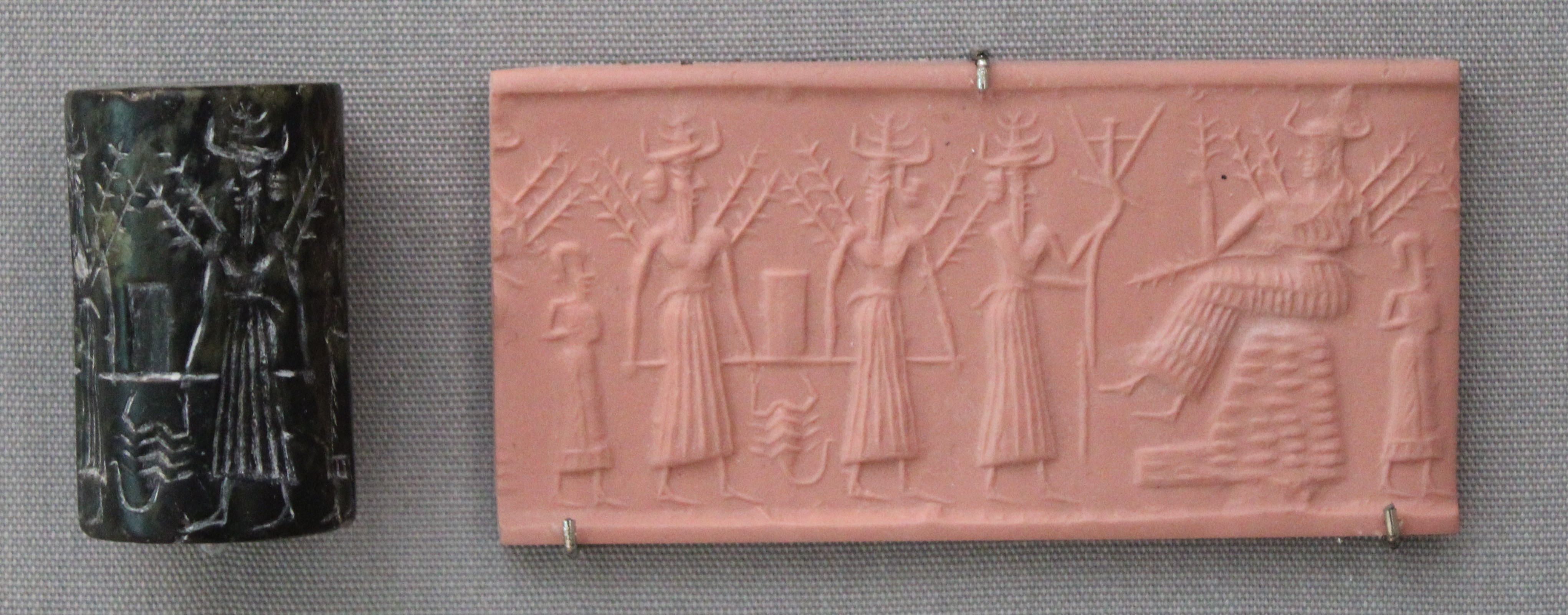
Sceau-cylindre et impression mettant en scène des divinités de la végétation en procession devant une déesse de la végétation. British Museum.
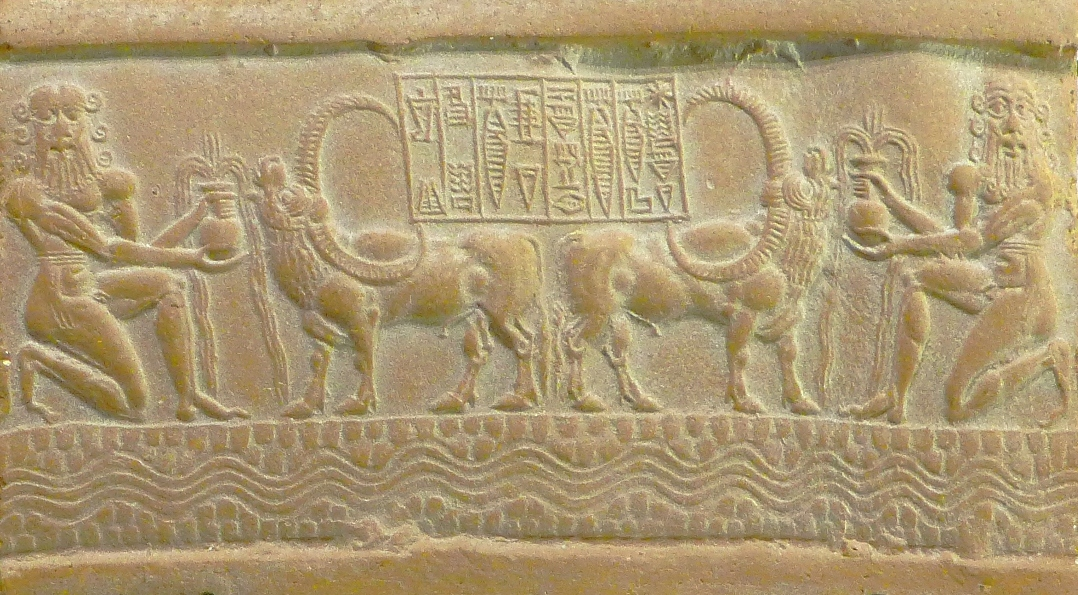
Empreinte du sceau-cylindre d'Ibni-sharrum, scribe de Shar-kali-sharri, chef-d’œuvre de la glyptique akkadienne. Musée du Louvre.
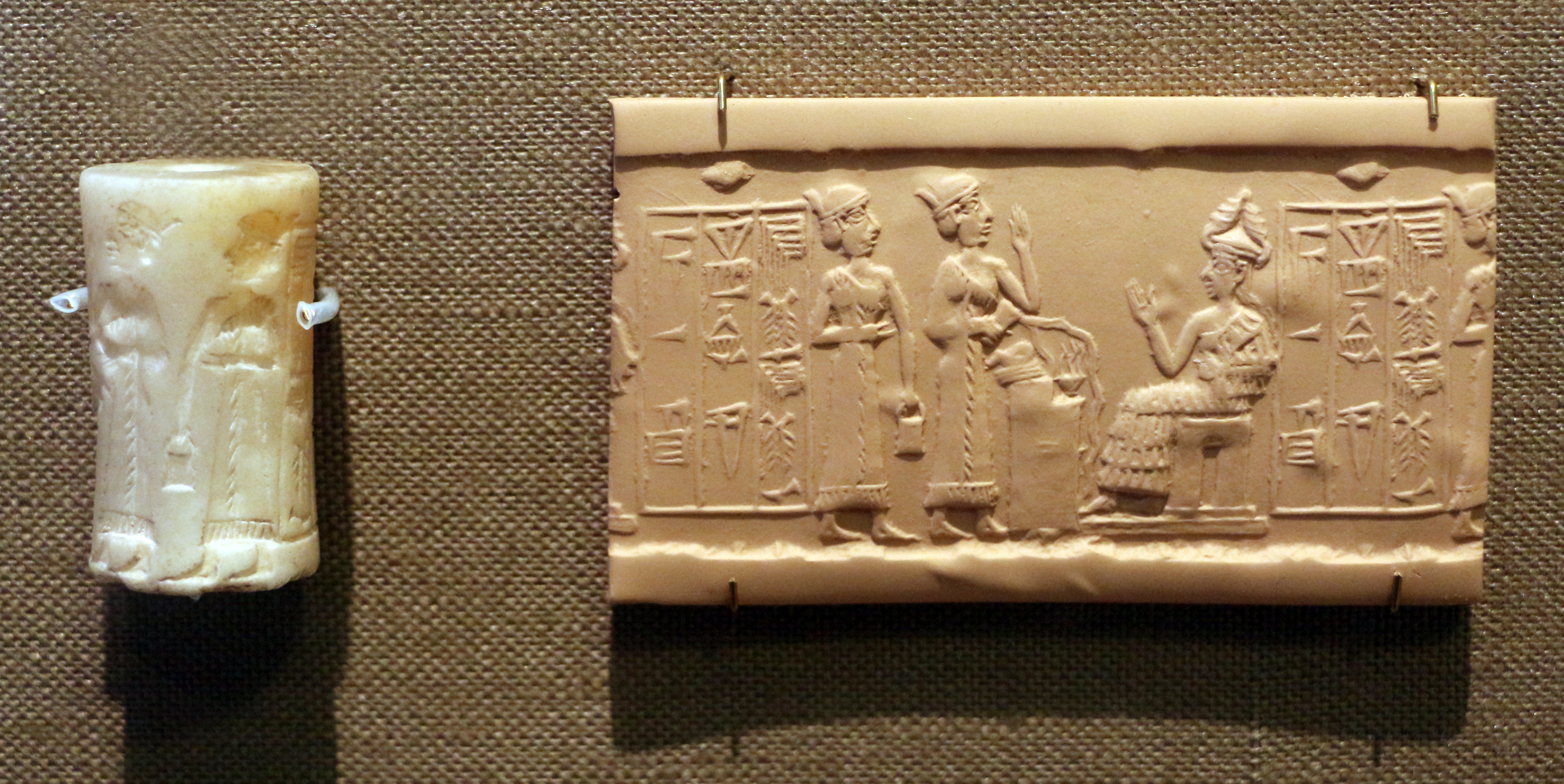
Sceau-cylindre représentant une scène de présentation d'un dévot devant une déesse. Musée de l'Institut oriental de Chicago.

### Structures administratives et économiques
Les structures administratives de l'État d'Akkad sont peu documentées et donc mal connues. Il est organisé en provinces, dirigées dans le Sud par des gouverneurs parfois appelés ensí, titre sumérien auparavant utilisé pour désigner les souverains de certaines cités-États (notamment Lagash). Elles correspondent apparemment dans cette région aux anciennes limites des États annexés lors des conquêtes de Sargon, dont les souverains ont été remplacés par des fidèles du roi, originaires d'Akkad. D'une manière générale, l'élite du royaume est faite et défaite par le roi, et elle est dominée par la famille royale qui accapare les charges les plus importantes comme vu précédemment. Le souverain attribue aussi de nombreuses terres à ses fidèles, comme le montre l'obélisque de Manishtusu, stèle en diorite conservée au Musée du Louvre, qui porte une attestation d'achats de terres réalisés par le roi dans la région de Kish, 3 500 hectares environ, redistribués ensuite à des officiers, les « fils d'Akkad », c'est-à-dire ses proches.
| Photographie d'une stèle pyramidale à base rectangulaire, en pierre foncée. Les deux faces visibles sont gravées de nombreuses inscriptions. | Photographie d'une portion de paroi de stèle, gravée d'une écriture cunéiforme pas encore caractéristique. |

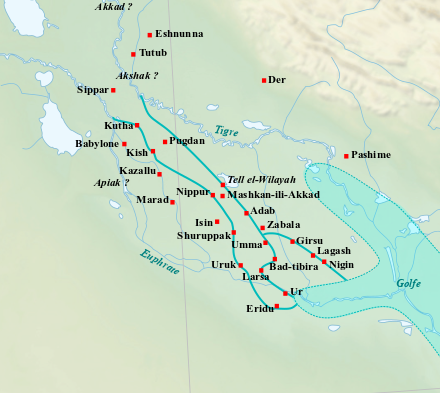
Localisation des sites principaux de Mésopotamie méridionale durant la période d'Akkad.

La Basse Mésopotamie, cœur de l'empire d'Akkad, peut être divisée en deux grandes régions qui sont appelées plus tard Sumer et Akkad. La première est majoritairement peuplée de Sumériens, comme le révèle l'étude des noms de personnes provenant des archives de cette région, dont plus de 80 % sont dans leur langue. Dans le pays d'Akkad en revanche, on trouve environ 80 % de noms en akkadien, langue sémitique, celle de la dynastie d'Akkad, ce qui en fait la langue principale de l'administration, cohabitant avec le sumérien dans le Sud. La question de savoir comment la domination des sumérophones par les akkadophones a pu être ressentie est souvent posée. Il a parfois été tenté de voir les révoltes ayant embrasé le Sud de la Mésopotamie comme des soulèvements pour l'indépendance de Sumer contre Akkad, mais en réalité les rebelles sont aussi bien originaires du pays de Sumer que de celui d'Akkad. De fait, même s'ils privilégient les gens de la noblesse d'Akkad et leur langue, en raison de leurs origines, rien n'indique que les rois d'Akkad aient cherché à exclure les Sumériens, dont ils ont repris certaines des traditions notamment en matière religieuse. Cela se voit dans le destin d'Enheduanna, fille de Sargon portant un nom sumérien, placée à la tête d'un des grands sanctuaires de Sumer, et rédigeant peut-être même des œuvres littéraires dans la langue de cette région. En fin de compte, le facteur ethnique a pu être pris en compte dans certains cas, mais on ne peut déterminer dans quelle mesure. Rien n'indique qu'il ait été décisif dans des politiques impériales ou le déclenchement de révoltes ; il n'a sans doute été qu'un facteur parmi d'autres (identités et traditions locales, intérêts économiques, etc.).
La documentation archéologique d'époque akkadienne dans la plaine du sud mésopotamien est très limitée : une sorte de manoir à Umm el-Jir (Mugdan), près de Kish, dont les tablettes indiquent qu'il servait de centre administratif dépendant de membres de la famille royale et un bâtiment administratif partiellement dégagé à Tell el-Wilayah, qui a aussi livré des objets et tablettes de la période. Dans la vallée de la Diyala, un bâtiment administratif datable de l'époque d'Akkad a été mis au jour à Khafadjé (l'ancienne Tutub), et Tell Asmar (Eshnunna) a livré le « Palais Nord » un vaste bâtiment d'époque akkadienne qui pourrait avoir eu une vocation administrative, où ont également été mises au jour des tablettes, tandis que plus en amont dans le bassin du Hamrin le site de Tell es-Suleimeh (Awal) a livré quelques résidences et des tablettes de la période.
Dans les régions conquises hors de Basse Mésopotamie et de la Diyala, la domination akkadienne est discontinue : la présence akkadienne semble très limitée voire inexistante durant les trois premiers règnes, elle se constitue surtout sous Naram-Sin, repose sur un réseau de garnisons akkadiennes placées en des endroits stratégiques (Suse, Tell Brak, Gasur) de manière à contrôler les grands axes de circulation,. Ce contrôle direct n'est pas systématique, puisque souvent les souverains d'Akkad semblent avoir préféré conclure des accords diplomatiques avec les royaumes voisins, accompagnés d'alliances matrimoniales. On dispose ainsi d'une tablette d'un traité de paix passé entre Naram-Sin et un roi d'Awan, retrouvée à Suse dans l'actuel sud-ouest iranien, et rédigé en élamite, qui semble faire du second un vassal du premier, l'obligeant à suivre sa ligne politique, à ne pas le trahir, et à lui apporter une assistance militaire si nécessaire. Dans cette même ville la domination akkadienne est documentée par des tablettes de type akkadien et la culture matérielle semble refléter une plus grande influence de la Basse Mésopotamie. Une stèle mise au jour à Tell Abu Sheeja en Irak, près de la frontière irakienne, représente un certain Ilu-rabi du pays de Pashime, relevant de la sphère élamite, identifié par une inscription en cunéiforme d'époque akkadienne, qui correspond manifestement à la personne de même nom, gouverneur de Pashime, mentionnée sur l'obélisque de Manishtusu.

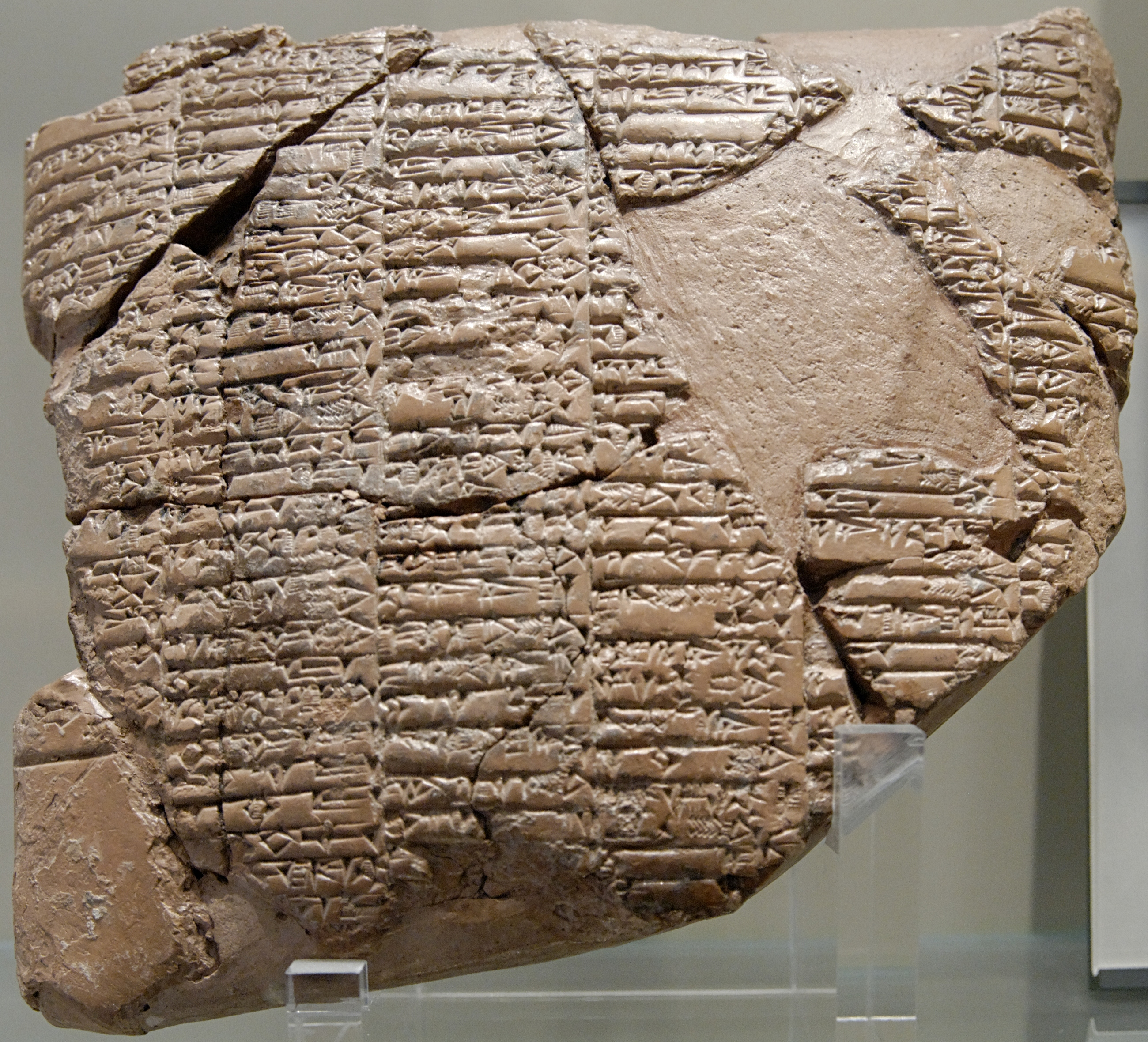
Traité d'alliance entre Naram-Sin d'Akkad et un roi d'Awan, c. 2250, Suse, Musée du Louvre.
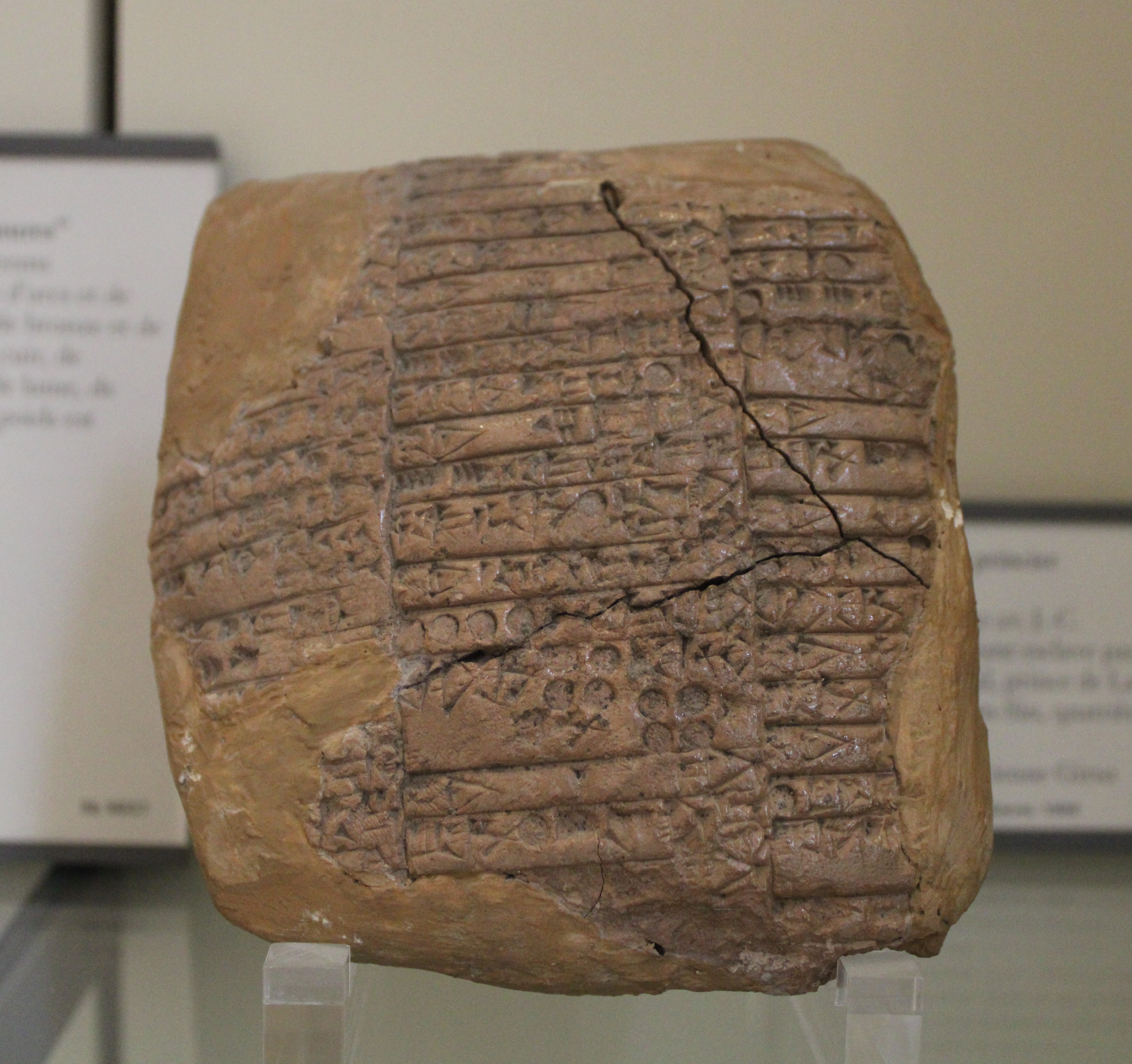
Tablette administrative enregistrant des livraisons d'équipement militaire (arcs, flèches, carquois, lances, casques) à des intendants. Suse, Musée du Louvre.
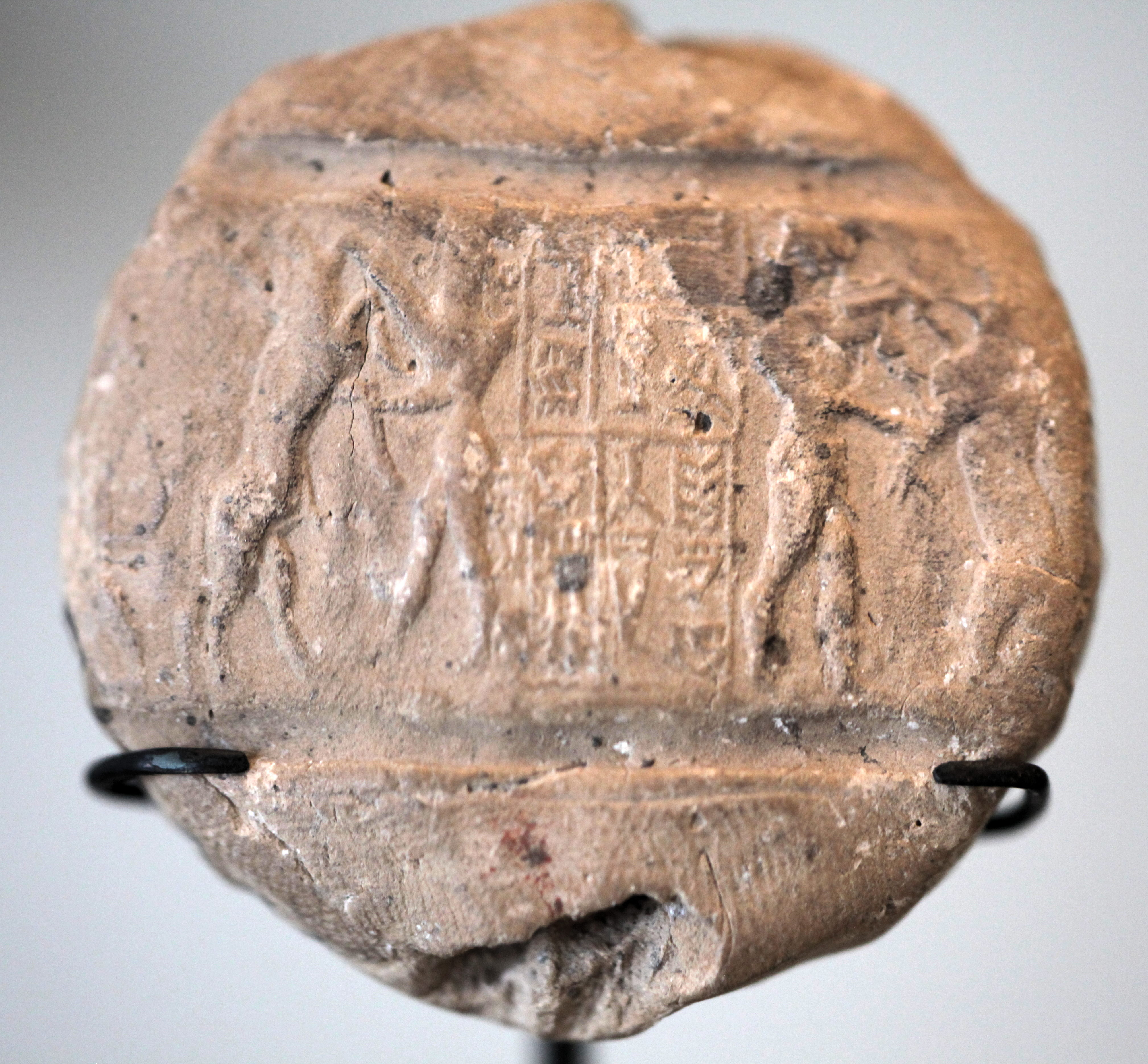
Empreinte du sceau-cylindre de Liburbeli, échanson d'Epirmupi, gouverneur de Suse et d'Élam, sans doute sous le règne de Shar-kali-sharri[98]. Musée du Louvre.
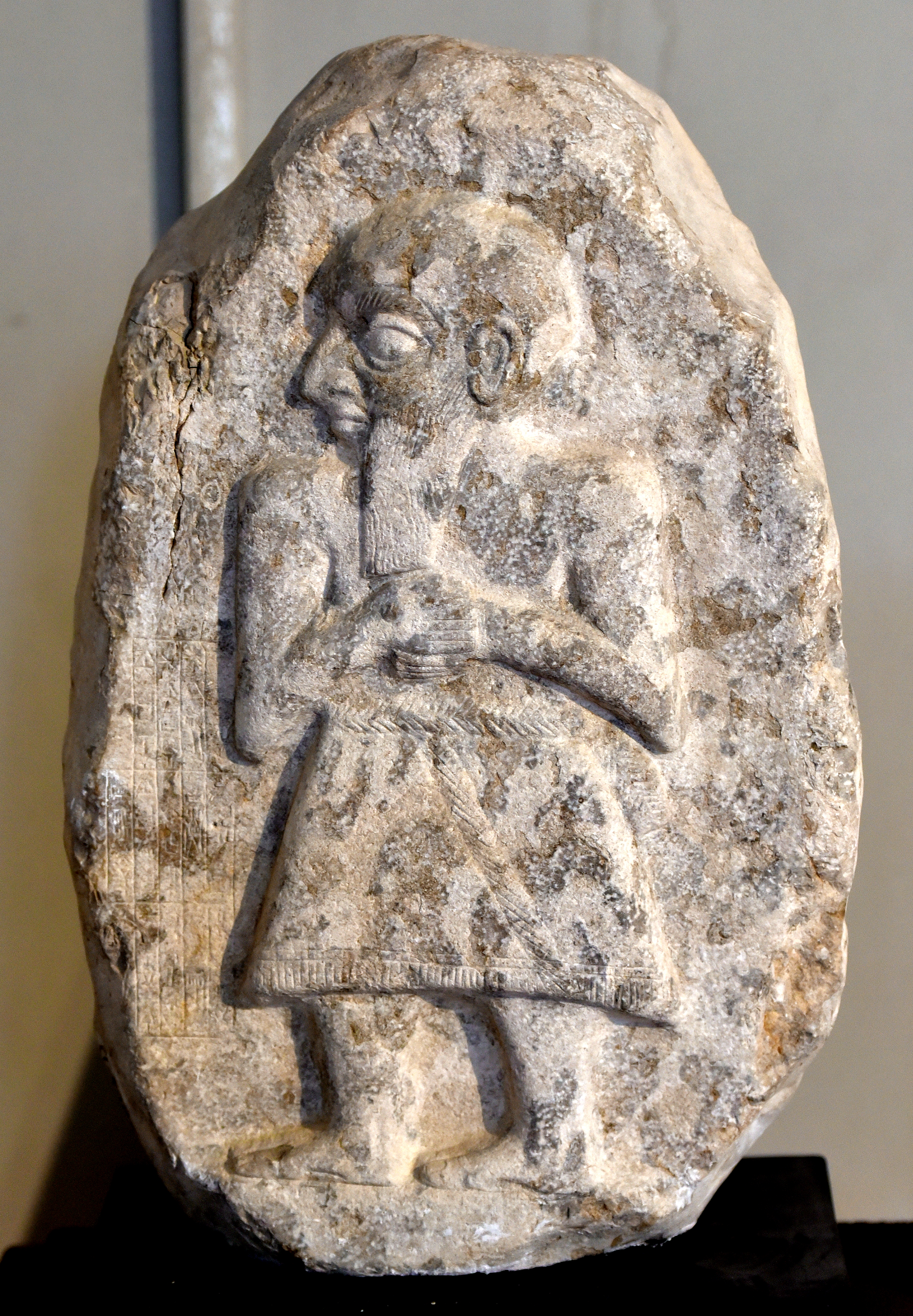
Stèle d'Ilshu-rabi de Pashime. Musée national d'Irak.

L'archéologie fournit plusieurs indices de la domination akkadienne en Haute Mésopotamie syrienne. Les traces les plus importantes d'une occupation akkadienne ont été repérées à Tell Brak où a été mis au jour un vaste bâtiment dont les inscriptions de fondation sont au nom de Naram-Sin, servant sans doute de résidence à un gouverneur local, entouré d'autres constructions de la même époque et témoignant d'un réaménagement de la ville après sa conquête. D'autres bâtiments d'époque akkadienne et des objets attestant d'une occupation de cet empire ou du moins de relations diplomatiques avec celui-ci ont été trouvés dans la même région à Tell Leilan, Tell Beydar, Tell Mozan, Mari et Tell Munbaqa. Ainsi à Tell Mozan, l'antique Urkesh, la présence de scellements au nom d'une fille de Naram-Sîn semble indiquer que celle-ci avait été mariée au roi local (d'ethnie hourrite) dans le cadre d'une alliance entre celui-ci et le monarque akkadien. Pour la partie orientale de la Haute Mésopotamie, les sources d'une domination akkadienne proviennent essentiellement des tablettes de Yorghan Tepe, alors nommée Gasur, où les autres traces matérielles de la période sont très limitées. On ignore si les rois d'Akkad ont entrepris des travaux à Ninive, comme une tradition locale postérieure le prétend.

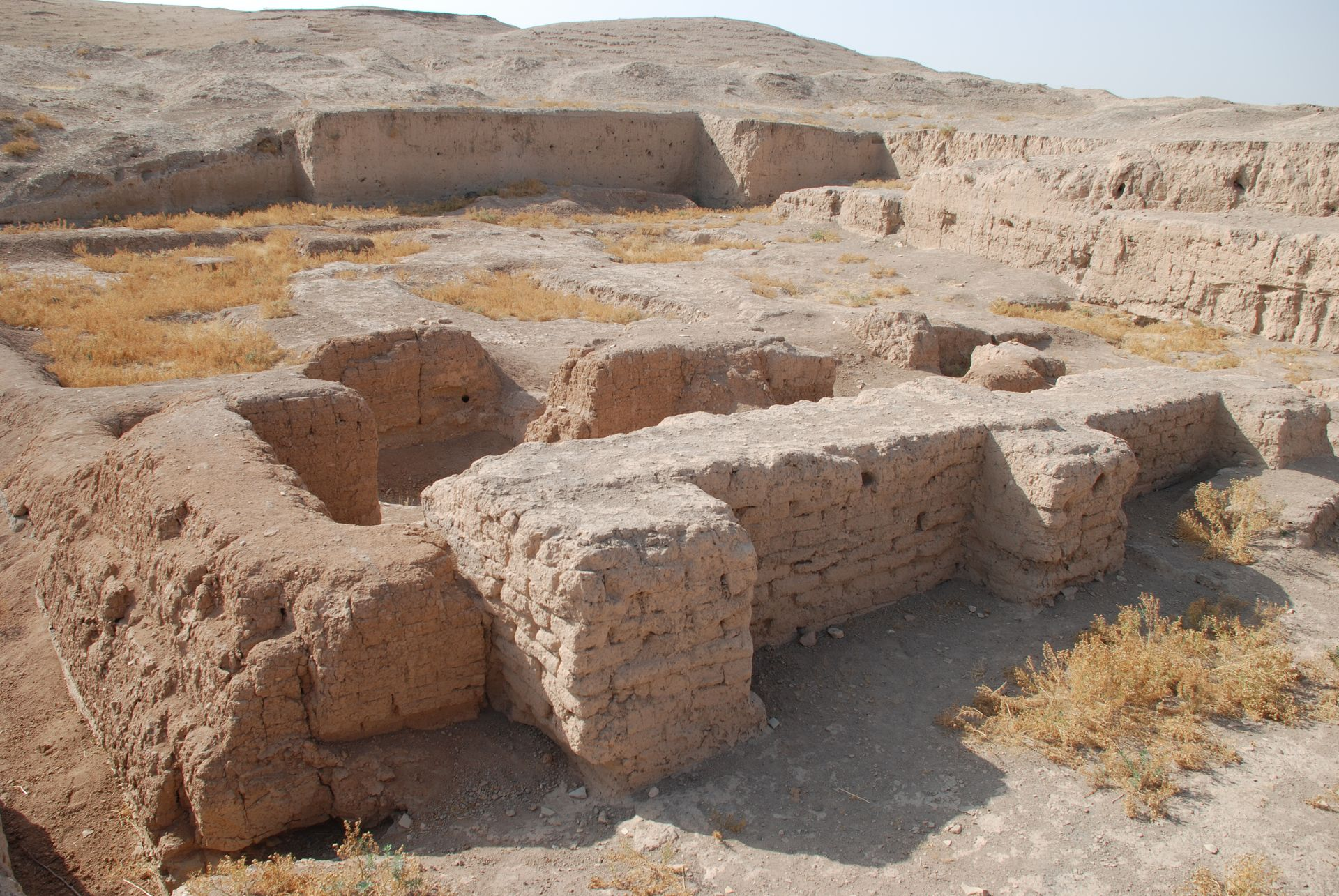
Ruines d'une construction du règne de Naram-Sîn à Tell Brak en Syrie.
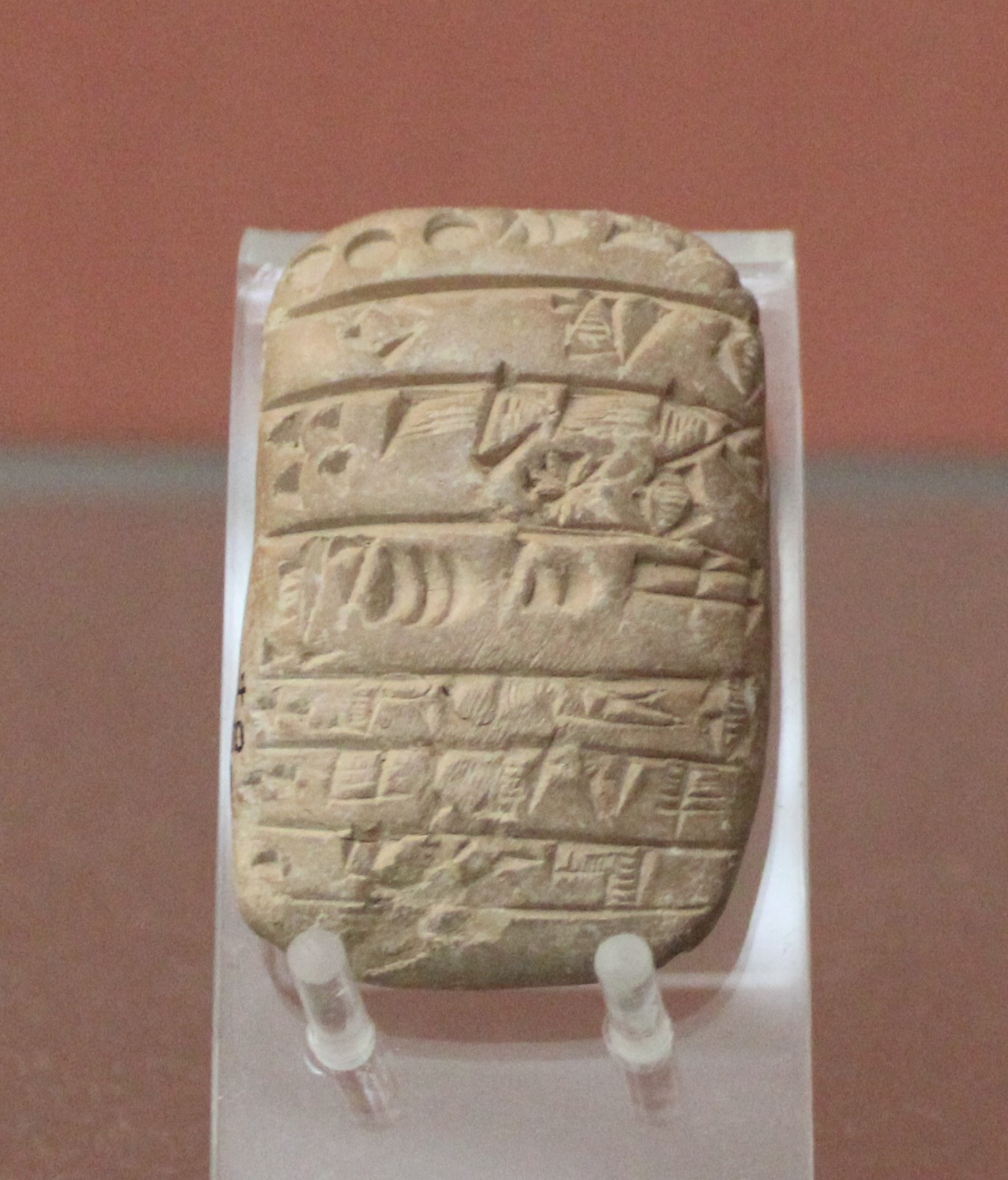
Tablette de l'administration akkadienne à Tell Brak : liste de dépendants. British Museum.
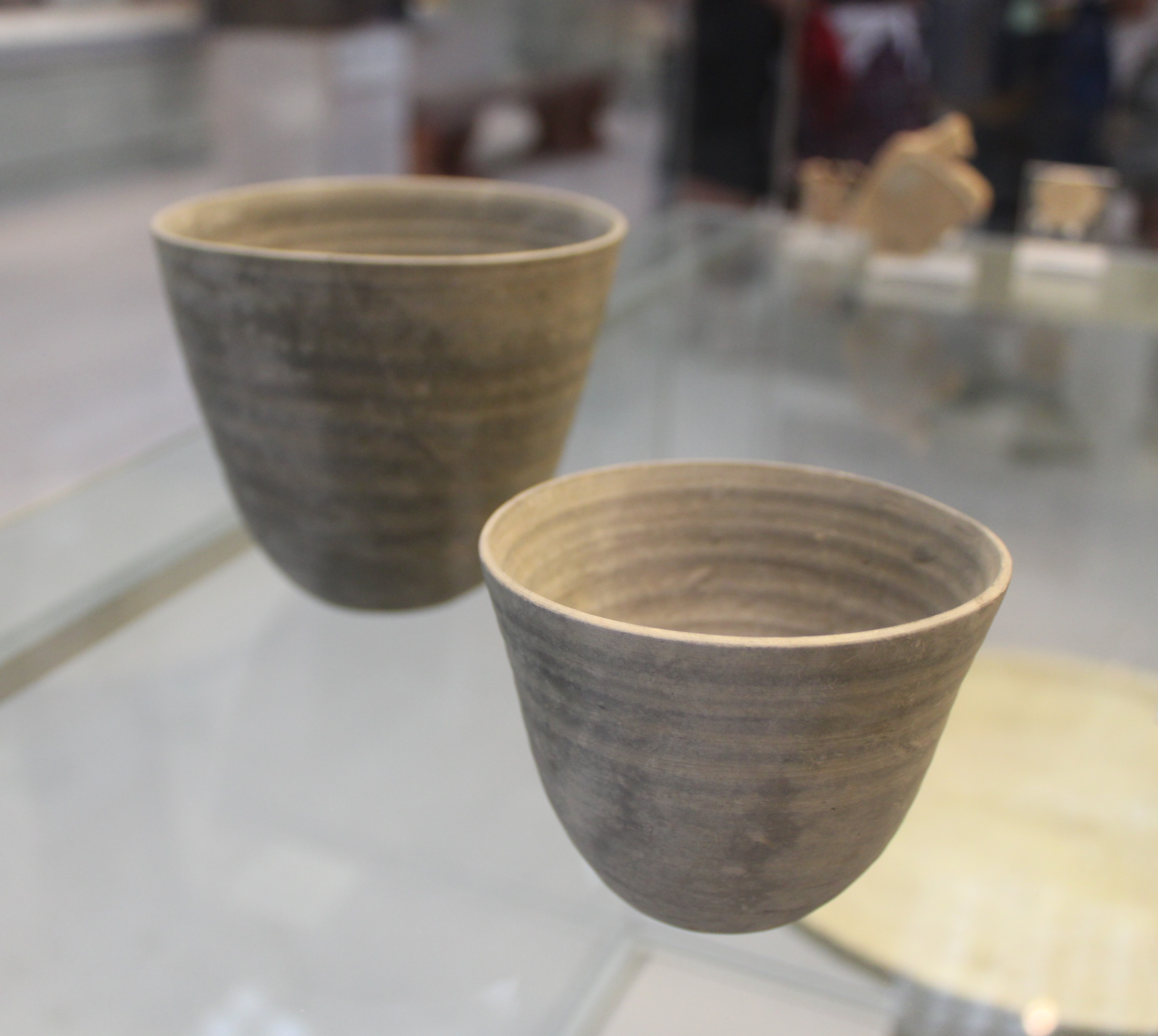
Coupes, céramiques fines utilisées par l'élite de l'empire d'Akkad. Tell Brak, British Museum.

Les gouverneurs d'Akkad avaient des prérogatives judiciaires, devaient prélever les impôts et étaient chargés de la gestion de domaines royaux souvent immenses. Il s'agit des domaines des souverains déchus, gérés selon la tradition locale de trois façons : directement par les dépendants du palais contre des rations d'entretien, indirectement par des métayers, ou encore concédés à des fonctionnaires ou militaires comme rétribution pour un service accompli pour l’État. Les artisans étaient également rétribués en rations d'entretien. Des intendants (šabra) s'occupaient de l'administration de ces domaines. De telles institutions sont attestées en plusieurs endroits par des archives : à Lagash, à Umma, mais aussi hors de Basse Mésopotamie, à Gasur. Un des domaines les mieux documentés est celui qui était dirigé par Mesag, situé vers la limite entre la province d'Umma et celle de Lagash. Il couvrait environ 1 270 hectares et employait 300 dépendants. Cela correspond à des domaines tels que celui du temple de Ba'u à Girsu durant la période précédant les conquêtes de Sargon. Les structures économiques et sociales de la Basse Mésopotamie n'ont donc pas été fondamentalement modifiées par l'empire d'Akkad ; le grand changement semble être le passage d'une prédominance des domaines des temples à une prédominance des domaines royaux, apparemment à la suite de rachats et peut-être de confiscations. Les travailleurs des grandes institutions étaient des dépendants ou des travailleurs indépendants recrutés occasionnellement pour des tâches spécifiques et rémunérés par des rations et plus rarement des esclaves qui ne constituaient pas une force de travail importante.

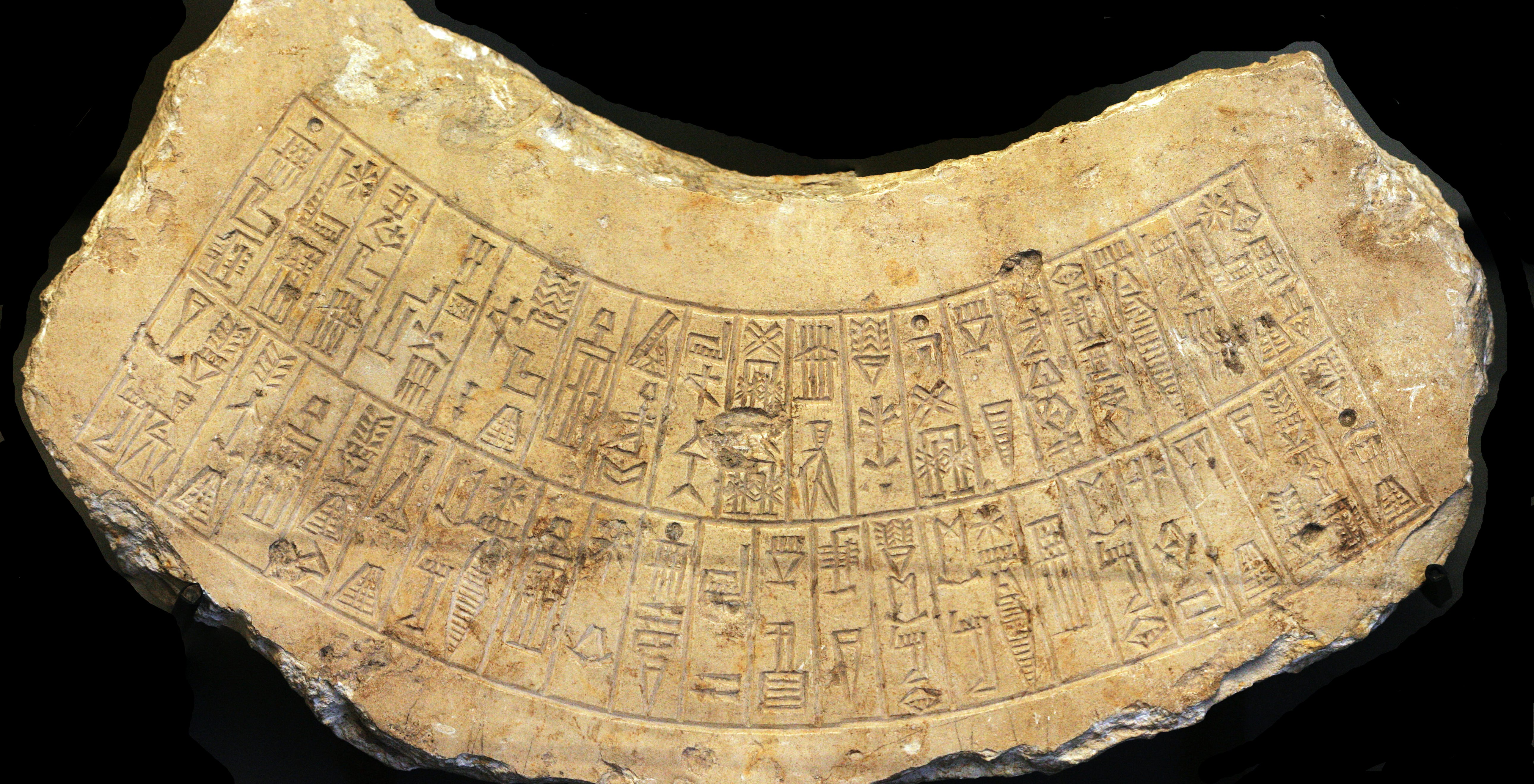
Inscription de Naram-Sin commémorant la construction d'un temple à Marad par son petit-fils Lipit-Ili, gouverneur de cette ville, c. 2250, Musée du Louvre.

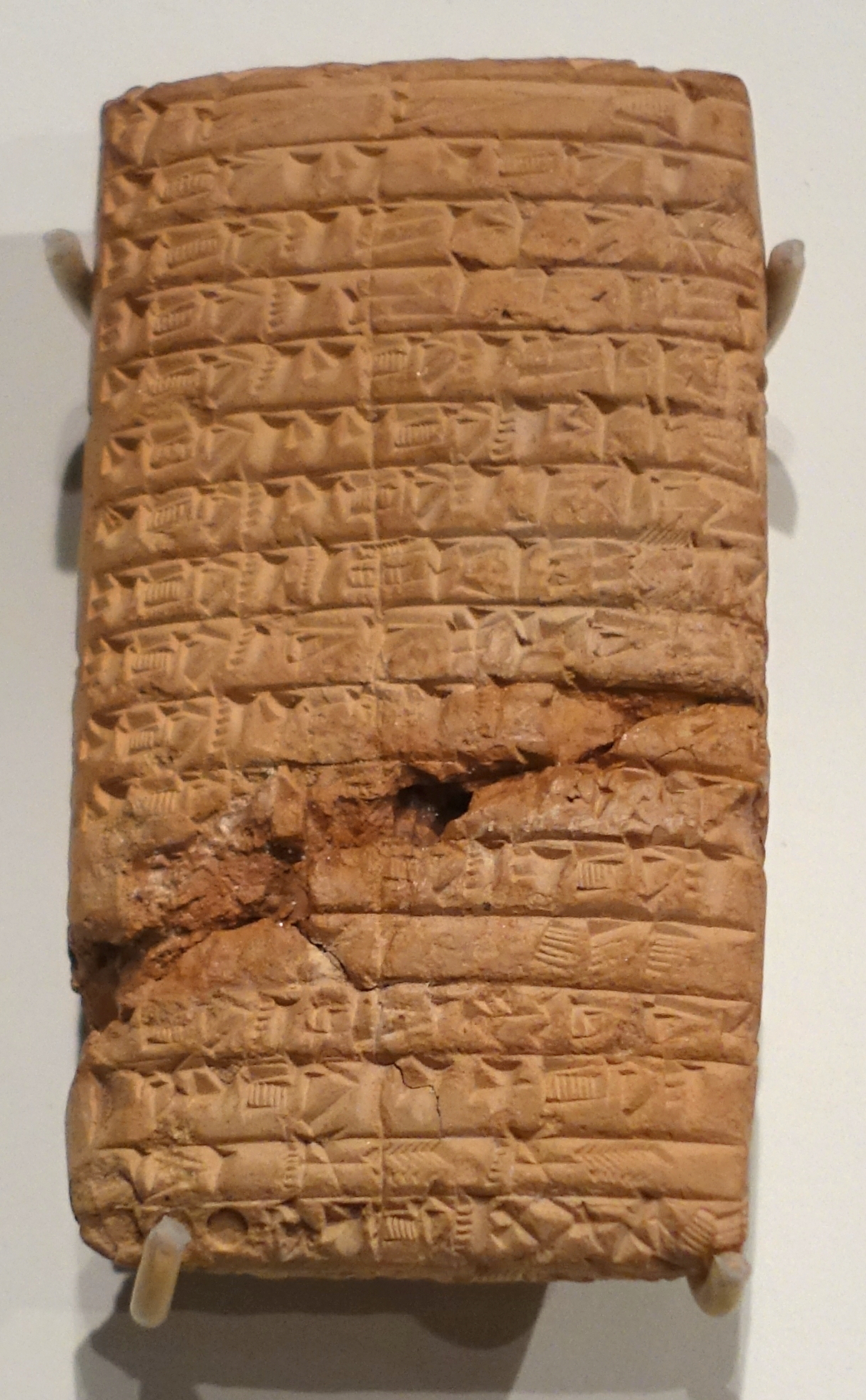
Tablette administrative d'Adab, relative à du bétail. Règne de Shar-kali-sharri, v. 2150 av. J.-C. Musée de l'Institut oriental de Chicago.

Les temples disposaient toujours de domaines importants là où ils en avaient auparavant, c'est-à-dire dans la région de Sumer et dans la Diyala, et ce en dépit de leur recul face aux domaines royaux. Cela est attesté notamment par les archives de l'Ekur de Nippur et un autre lot provenant d'Eshnunna. Leur administration semble généralement chapeautée par le gouverneur local, sauf dans le cas de l'Ekur, temple du grand dieu Enlil, principale divinité de la Mésopotamie à Nippur. L'Ekur était dirigé par un administrateur spécifique choisi par le roi et non par le gouverneur dirigeant le reste de la cité de Nippur : cette situation particulière était sans doute due au statut du temple qui était le sanctuaire de tout le pays sumérien. Le roi participait à l'entretien courant des temples et la reconstruction de l'Ekur entreprise par Naram-Sin et poursuivie par son fils Shar-kali-sharri est bien connue grâce aux tablettes exhumées dans ce temple. Des artisans spécialisés étaient mobilisés dans tout leur royaume à cet effet, charge à l'administration du temple de les entretenir pendant la durée des travaux. En tant qu'organisme économique, le temple fonctionnait suivant le même principe que le palais. Les dépendants de l'Ekur étaient organisés en équipes de travailleurs dirigées par des chefs (ugula), eux-mêmes commandés par des administrateurs supervisant les travaux (nu-banda3) et rémunérés par des rations d'entretien. Le sanctuaire était aussi amené à jouer un rôle de « protection sociale » pour des individus isolés et démunis (orphelins, veuves) qu'il entretenait.
D'autres activités sont attestées par un nombre plus réduit de tablettes. Certains documents provenant de Suse montrent l'activité de marchands (dam-gàr) qui agissaient sous le contrôle de l'État et dont les réseaux commerciaux avaient pour but d'acheminer des matières premières vers la Mésopotamie qui en est très pauvre. D'autres textes montrent quant à eux l'existence d'activités privées à cette période, certains marchands ou autres agents de l'État pouvant également agir pour leur propre compte. Le commerce international était très actif vers le plateau Iranien, mais aussi le golfe Persique, allant jusqu'à Oman (Magan) et la vallée de l'Indus (Meluhha), régions riches en matières premières dont les Mésopotamiens étaient très demandeurs (métaux, pierres). Mais on ne sait pas bien ce qu'ils exportaient en retour : sans doute du grain, des étoffes et huiles parfumées. On trouve aussi dans les archives de la période des documents concernant des activités locales : commerce de produits agricoles, achat et vente de champs, d'esclaves, ainsi que des opérations de prêts. La richesse des notables entreprenant ces opérations paraît liée au pouvoir central. Ainsi, à Umma, un certain Ur-Shara prenait en charge du bétail appartenant au palais. Son épouse Ama-é, véritable femme d'affaires, louait des terres du palais et menait d'autres activités avec des personnes privées, notamment l'octroi de prêts. De plus, il semble que les terres concédées par le palais à ces notables furent progressivement patrimonialisées par leurs détenteurs, qui les considéraient comme des biens familiaux, sans que cela n'affaiblisse forcément le pouvoir central. Comme souvent dans l'histoire mésopotamienne, les limites entre public et privé sont très floues.

## Postérité
L'expérience qu'a constitué l'empire d'Akkad a profondément marqué l'histoire de la Mésopotamie. L'ancien système des cités-États laisse place à une nouvelle forme étatique qui se donnait pour vocation la domination universelle. Le royaume de la troisième dynastie d'Ur, formé quelques décennies après la chute d'Akkad, se situe dans la continuité de ce « premier empire ». À partir de ce moment, les rois d'Akkad, en premier lieu Sargon et Naram-Sin, deviennent les héros de véritables épopées qui servent d'illustration à l'idéologie royale mésopotamienne qu'ils ont eux-mêmes contribué à forger.
Dès les débuts d'Ur III, les cercles royaux ressentent le besoin de justifier la chute d'Akkad par une explication théologique, et procèdent à la rédaction d'un texte en sumérien, appelé par les historiens actuels la Malédiction d'Akkad. Ce récit raconte que Naram-Sin a perdu le soutien des dieux et que le plus grand d'entre eux, Enlil, ne lui donne pas le droit de reconstruire son temple à Nippur. De rage, Naram-Sin le fait détruire et s'attire la malédiction des dieux, qui condamnent son royaume à la destruction, les Gutis jouant le rôle d'exécuteur inconscient du châtiment divin. Cette justification de la chute d'Akkad permet de légitimer le pouvoir des rois d'Ur III. C'est cette image de roi orgueilleux et pécheur qu'a forgé la tradition mésopotamienne à propos de Naram-Sin. Elle se retrouve dans la Légende de Kutha, dans laquelle le roi refuse d'entendre les mauvais présages à propos d'une bataille qu'il va mener et perd. Mais il finit par l'emporter en combattant quand les présages lui sont favorables. La grande révolte qui a lieu au cours de son règne a également donné naissance à une tradition littéraire comme vu précédemment.
Sargon a également été à l'origine d'une abondante littérature, qui est parfois sur-interprétée par les historiens modernes car on dispose de peu d'inscriptions et de textes datant de son règne. Il est difficile de savoir dans quelle mesure ces récits, attestés jusqu'à la fin de l'époque néo-assyrienne (VIIIe et VIIe siècles), sont fidèles à la réalité historique. C'est le cas du plus célèbre, l'Autobiographie de Sargon, récit racontant comment Sargon est abandonné à sa naissance par sa mère (une prêtresse qui ne doit pas avoir d'enfants), qui le place dans un panier en osier sur l'Euphrate, sur lequel il dérive jusqu'à Kish où il est recueilli par un puisatier, avant d'être plus tard soutenu par la déesse Ishtar, qui l'aide à prendre le pouvoir. Plusieurs récits racontent ses exploits guerriers, notamment celui intitulé Sargon, roi du combat. Il relate une campagne, sans doute légendaire, qu'il aurait menée en Anatolie, contre la ville de Purushanda. Un exemplaire en hittite a été mis au jour à Hattusha, capitale des Hittites, ainsi qu'une version akkadienne du récit à Tell el-Amarna, en Égypte, ce qui montre que la légende de Sargon trouvait un écho au-delà de la Mésopotamie.
La tradition mésopotamienne a donc distingué deux rois d'Akkad, Sargon et Naram-Sîn, symbolisant toute l'importance qu'ils ont eue dans son histoire et dans la construction idéologique de la fonction royale et de l'impérialisme dans la région. Elle a surtout retenu d'eux leur puissance militaire, aspect qu'ils ont eux-mêmes le plus mis en avant. Au long de l'histoire mésopotamienne les scribes ont recopié les inscriptions des souverains d'Akkad, en plus des légendes les concernant. À l'époque paléo-babylonienne, plusieurs textes de divination renvoient des événements (en partie imaginaires) en lien avec l'époque d'Akkad (par exemple un « présage de la chute d'Akkad », ou un présage sur la prise par Naram-Sîn d'une ville appelée Apishal, dont la réalité est douteuse) qui est là encore choisie pour sa valeur évocatrice pour la royauté. Plusieurs souverains reprennent au cours des deux millénaires suivants le titre de « roi d'Akkad », se plaçant dans la continuité de leurs illustres prédécesseurs. Sargon et Naram-Sîn ont également fait l'objet d'un culte, sans doute dès la période d'Ur III, et leurs statues sont encore vénérées sous la domination des Perses achéménides (VIe et Ve siècles). Un peu auparavant, des prêtres de Sippar de la période précédente créent une fausse charte de donation qu'aurait octroyé Manishtusu à leur temple (le « monument cruciforme »).

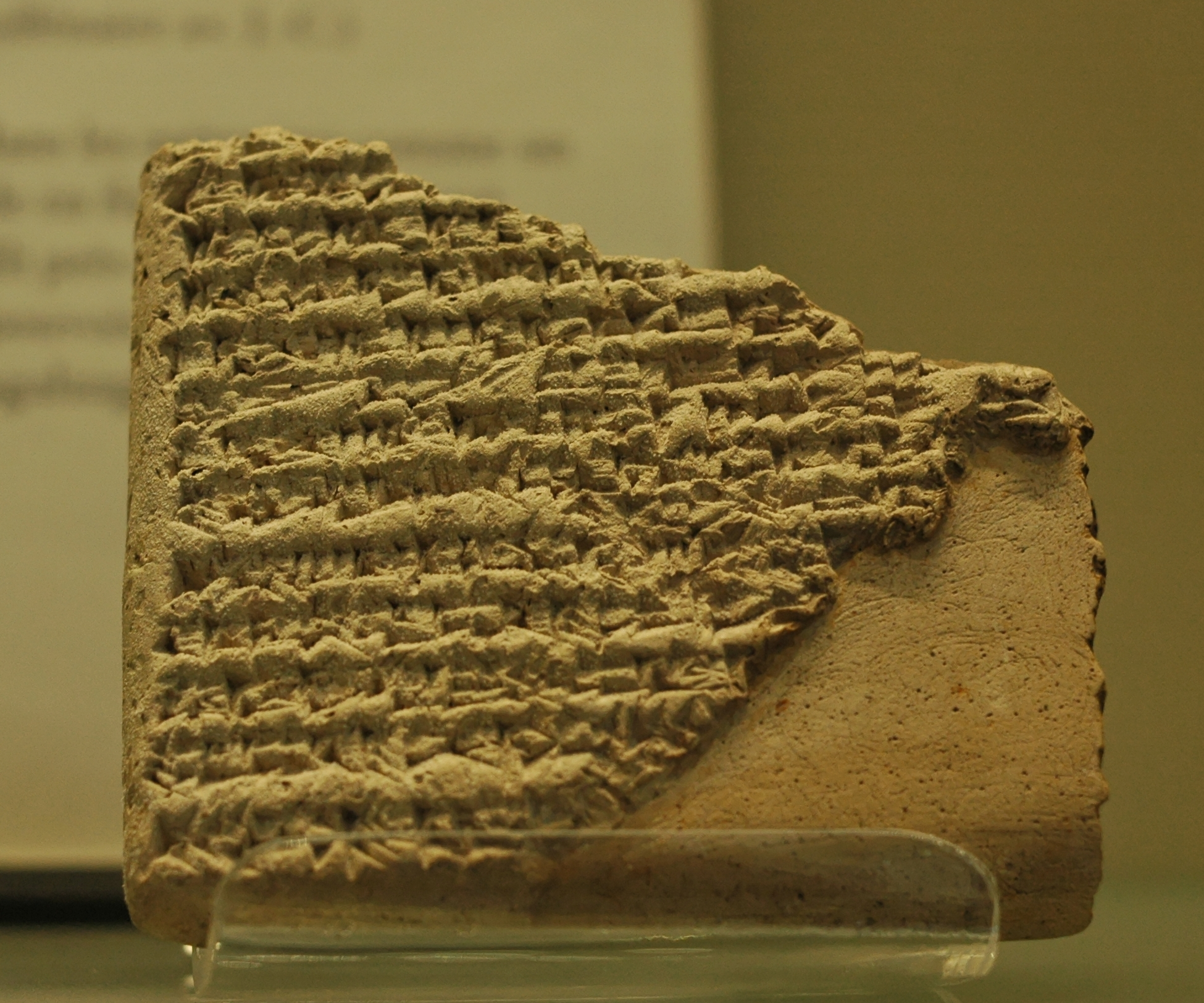
Tablette d'époque paléo-babylonienne (début du IIe millénaire av. J.-C.) relatant la légende de la naissance de Sargon, musée du Louvre.
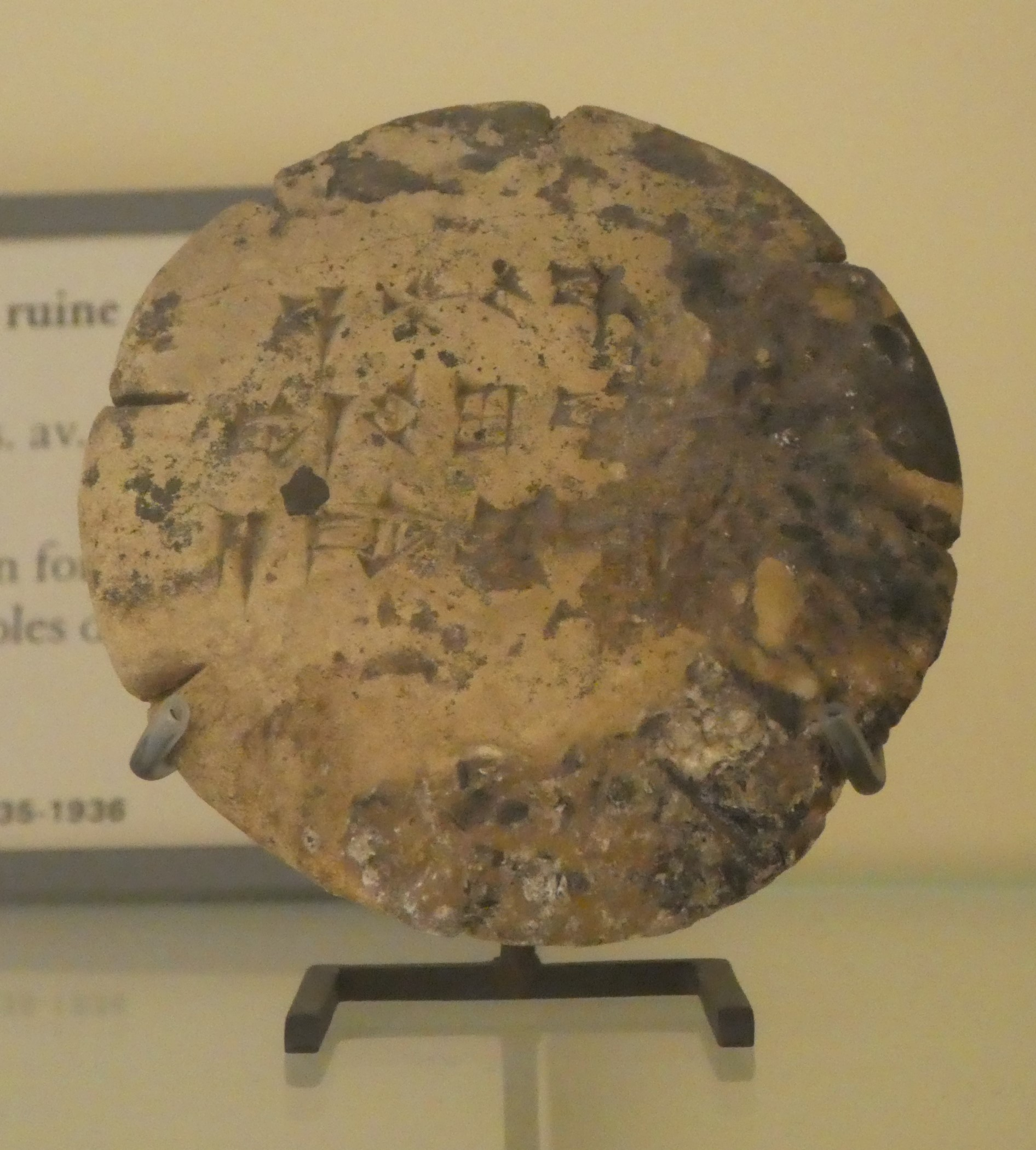
Tablette rapportant un « présage de la chute d'Akkad », à la suite d'une consultation d'hépatoscopie à Mari, début du XVIIIe siècle av. J.-C. Musée du Louvre.
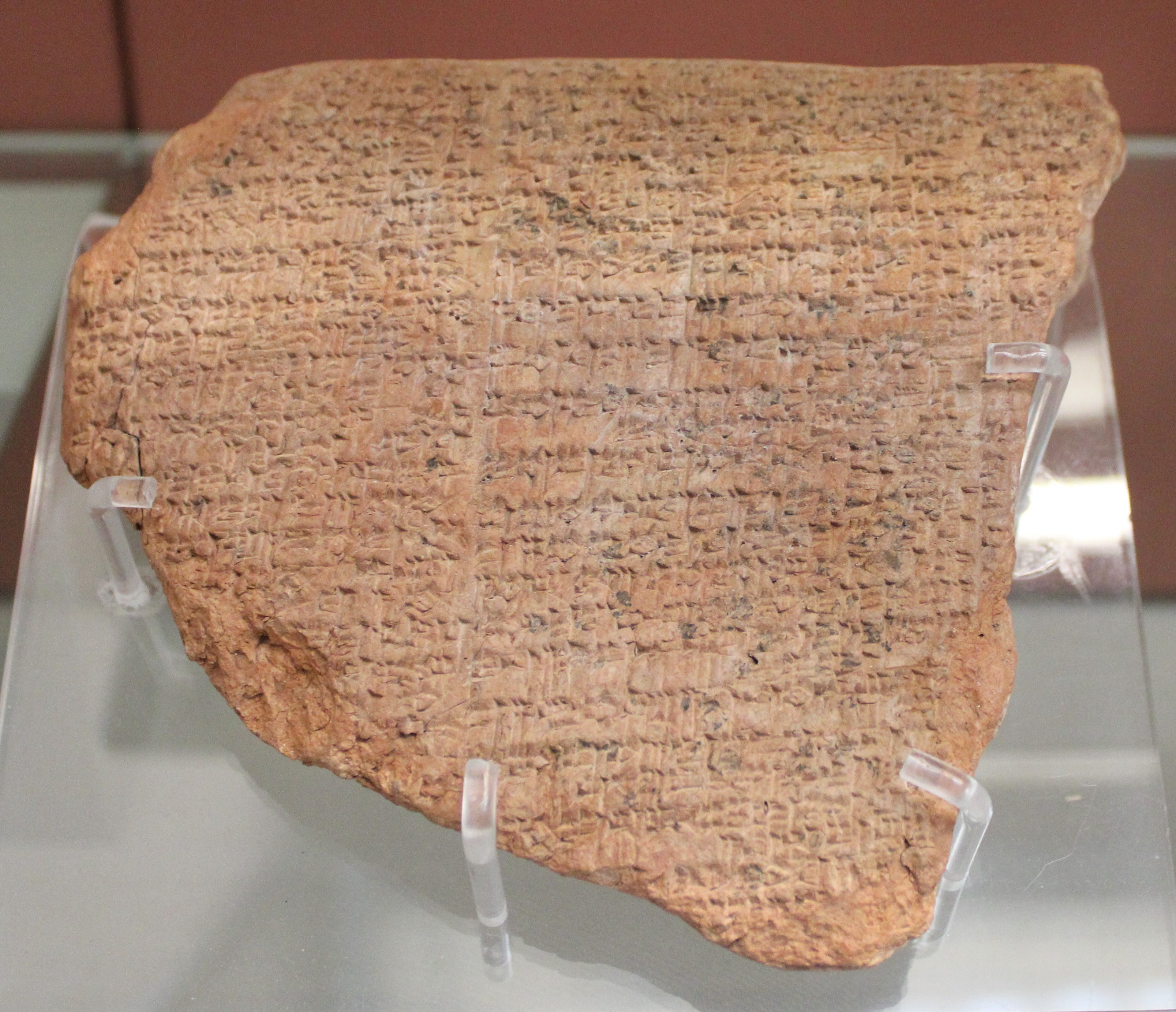
Récit de la prise d'Apishal par Naram-Sîn, début du IIe millénaire av. J.-C. British Museum.
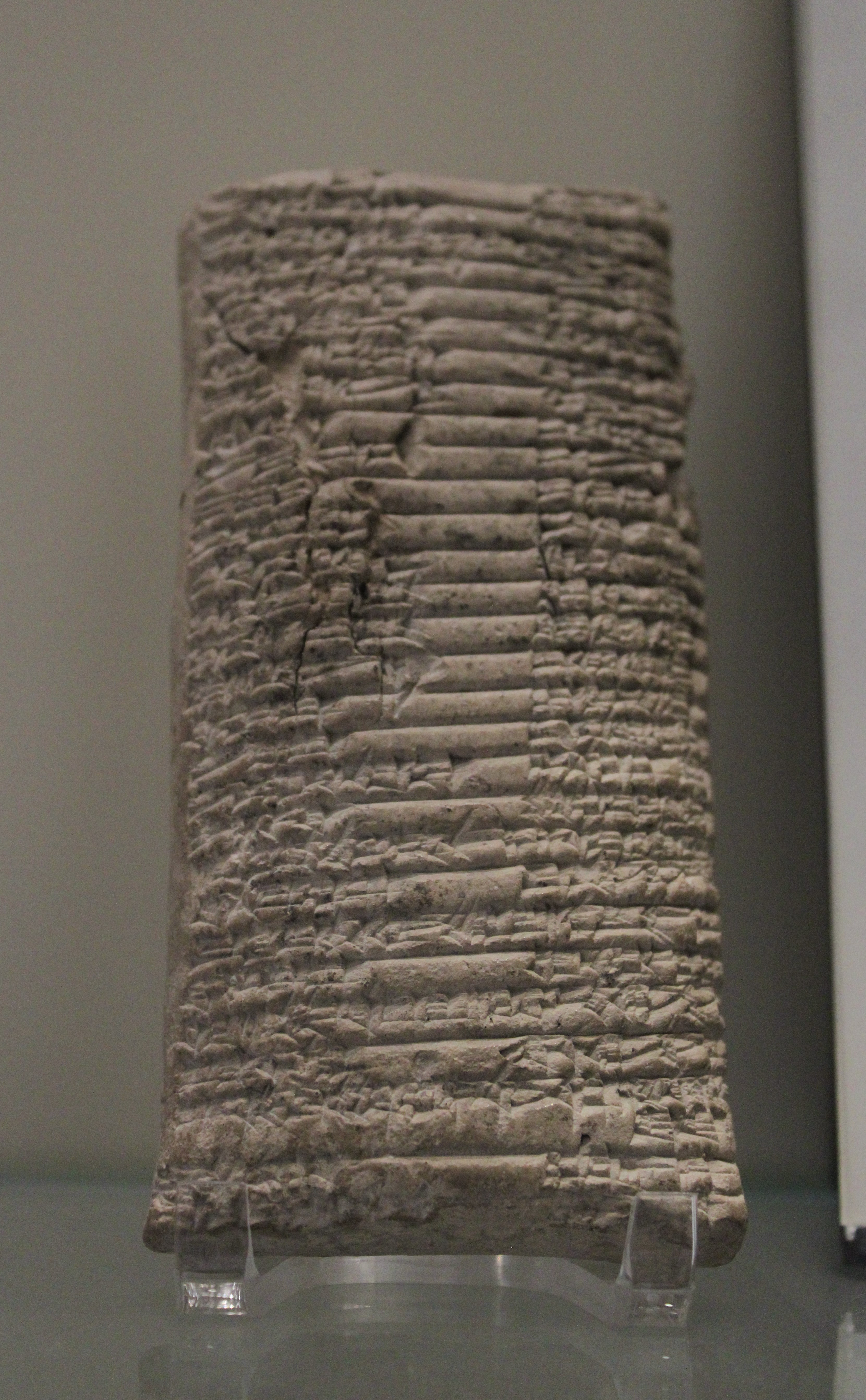
Récit de la Malédiction d'Akkad, début du IIe millénaire av. J.-C., musée du Louvre.
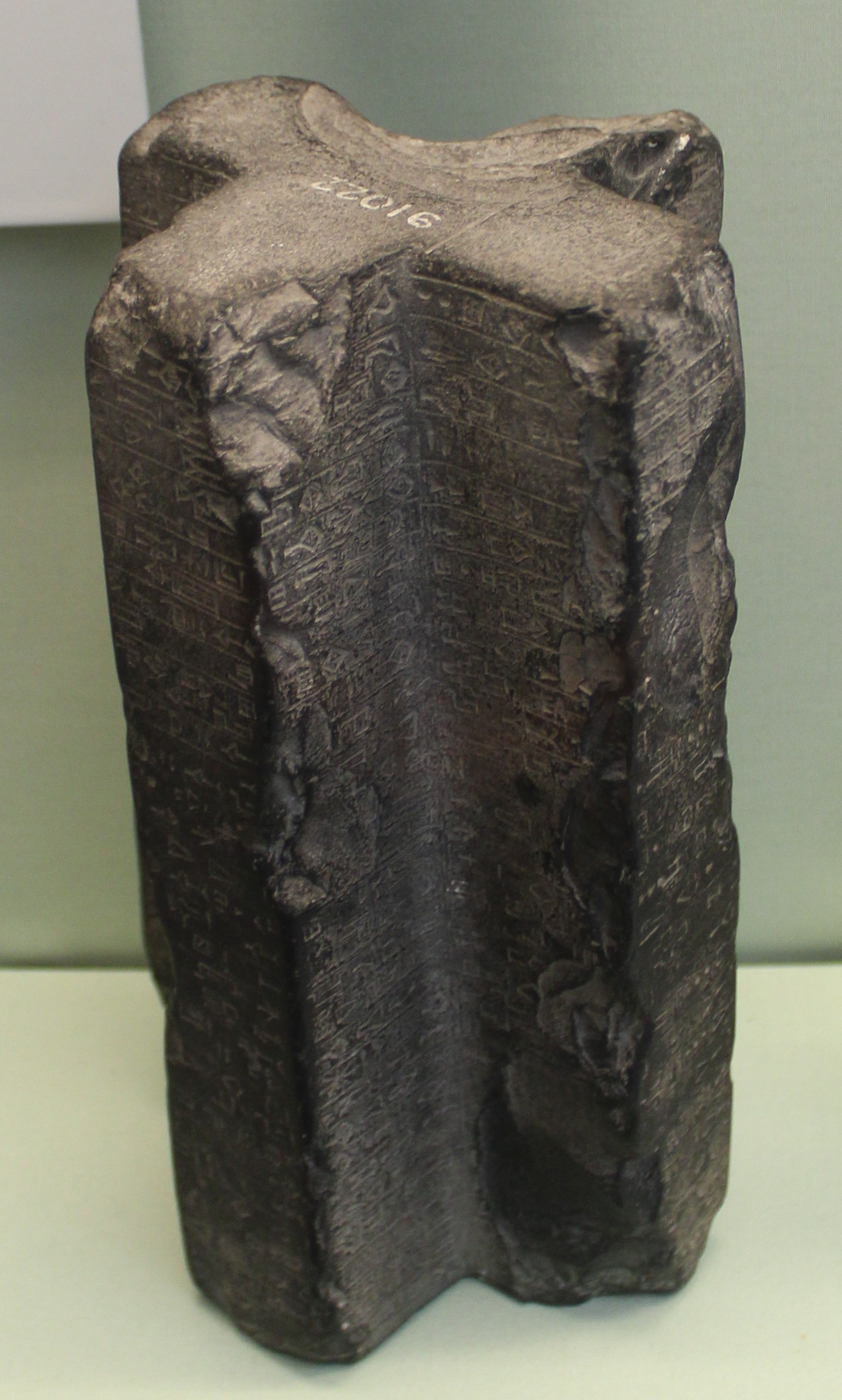
« Monument cruciforme de Manishtushu », fausse charte de donation réalisée vers 700-500 av. J.-C. British Museum.

L'art officiel de l'époque d'Akkad a également un héritage visuel non négligeable : les représentations des rois akkadiens, et l'art de cette période d'une manière générale, observable après sa chute avant tout dans les monuments de ces rois exposés dans des temples et des sceaux-cylindres, a manifestement servi de source d'inspiration aux artistes des périodes suivantes.

### Généralités sur la Mésopotamie antique
- « Sumer », dans Jacques Briend et Michel Quesnel (dir.), Supplément au Dictionnaire de la Bible fasc. 72-73, Letouzey & Ané, 1999-2002, col. 77-359
- Jean-Jacques Glassner, La Mésopotamie, Paris, Les Belles Lettres, coll. « Guide Belles Lettres des civilisations », 2002
- Francis Joannès (dir.), Dictionnaire de la civilisation mésopotamienne, Paris, Robert Laffont, coll. « Bouquins », 2001

### Art et archéologie
- (en) Joan Aruz (dir.), Art of the first cities : The Third millennium B.C. from the Mediterranean to the Indus, New Haven et Londres, The Metropolitan Museum of New York et Yale University Press, 2003 (lire en ligne)
- Agnès Benoit, Art et archéologie : les civilisations du Proche-Orient ancien, Paris, RMN, coll. « Manuels de l'école du Louvre », 2003
- (en) Zainab Bahrani, Mesopotamia : Ancient Art and Architecture, Londres, Thames & Hudson, 2017, chap. 6 (« Art of the Akkadian Dynasty »), p. 113-133

### Synthèses sur l'empire d'Akkad
- (en) Aage Westenholz, « The Old Akkadian Period: History and Culture », dans Walther Sallaberger et Aage Westenholz, Mesopotamien: Akkade-Zeit und Ur III-Zeit, Fribourg et Göttingen, Universitätsverlag Freiburg Schweiz et Vandenhoeck & Ruprecht, coll. « Orbis Biblicus et Orientalis », 1999, p. 17-118
- (en) Augusta McMahon, « The Akkadian Period: Empire, Environment, and Imagination », dans Daniel T. Potts (dir.), A Companion to the Archaeology of the Ancient Near East, Malden et Oxford, Blackwell Publishers, coll. « Blackwell companions to the ancient world », 2012, p. 649-667
- Bertrand Lafont, « Akkad, l'empire charismatique (2330-2100) », dans Bertrand Lafont, Aline Tenu, Philippe Clancier et Francis Joannès, Mésopotamie : De Gilgamesh à Artaban (3300-120 av. J.-C.), Paris, Belin, coll. « Mondes anciens », 2017, p. 165-199
- (en) Ingo Schrakamp, « The Kingdom of Akkad: A View from Within », dans Karen Radner, Nadine Moeller et Daniel T. Potts (dir.), The Oxford History of the Ancient Near East, Volume 1: From the Beginnings to Old Kingdom Egypt and the Dynasty of Akkad, New York, Oxford University Press, 2020, p. 612-685
- (en) Piotr Michalowski, « The Kingdom of Akkad in Contact with the World », dans Karen Radner, Nadine Moeller et Daniel T. Potts (dir.), The Oxford History of the Ancient Near East, Volume 1: From the Beginnings to Old Kingdom Egypt and the Dynasty of Akkad, New York, Oxford University Press, 2020, p. 686-764

### Autres études sur l'empire d'Akkad
- Pierre Amiet, L'art d'Agadé au musée du Louvre, Paris, Éditions des Musées nationaux, 1976
- (en) Melissa Eppihimer, Exemplars of Kingship : Art, Tradition, and the Legacy of the Akkadians, Oxford, Oxford University Press, 2019
- (en) Benjamin R. Foster, The Age of Agade : Inventing empire in ancient Mesopotamia, Londres et New York, Routledge / Taylor & Francis Group, 2016
- (en) Joan Goodnick Westenholz, Legends of the Kings of Akkade, Winona Lake, Eisenbrauns, 1997
- (en) Mario Liverani (dir.), Akkad, the first World Empire : structure, ideology, traditions, Padoue, Sargon, coll. « History of the Ancient Near East Studies », 1993
- (en) Piotr Steinkeller, « The Sargonic and Ur III Empires », dans Peter Fibiger Bang, C.A. Bayly et Walter Scheidel (dir.), The Oxford World History of Empire, Oxford, Oxford University Press, 2021